# Primera Guerra Sino-japonesa
La Primera Guerra Sino-japonesa – en xinès: 中日甲午战争; en pinyin: Zhōngrì Jiǎwǔ Zhànzhēng; en japonès: 日清戦争; en romaji: Nisshin Sensō –  (1 d'agost del 1894 – 17 d'abril de 1895) va enfrontar el Japó de l'Era Meiji i la Xina de la dinastia Qing pel control de Corea. En xinès, per a distingir-la de la Segona Guerra sino-japonesa, se la coneix com a Guerra Jiawu (Jiǎwǔ), ja que va ocórrer l'any xinès que porta aquest nom.
Ambdós països es disputaven el control de Corea i va arribar a simbolitzar la degeneració i el debilitament de la dinastia Qing. Va posar de manifest l'èxit de la modernització duta a terme al Japó des de la Restauració Meiji en comparació amb la de la Xina. El Japó temia l'expansió de l'Imperi Rus a Manxúria i Corea, i tractava d'aconseguir conquestes a l'estranger seguint la ideologia nacionalista Meiji. La Dinastia Joseon de Corea tractava de preservar el seu tradicional aïllament i la relació tributària amb la Xina que, al seu torn, s'esforçava per protegir el seu principal vassall. Per primera vegada, el domini regional a l'Àsia oriental es va traslladar de la Xina al Japó; el prestigi de la dinastia Qing, juntament amb la tradició clàssica a la Xina, va sofrir un gran cop. La pèrdua humiliant de Corea com a estat tributari va provocar un clam públic sense precedents. Dins de la Xina, la derrota va ser un catalitzador d'una sèrie de trastorns polítics liderats per Sun Yat-sen i Kang Youwei, que van culminar amb la revolució Xinhai de 1911 .

## Rerefons
Després de dos segles, la política japonesa de reclusió sota els shōguns del període Edo va acabar quan el país va ser obert al comerç per la Convenció de Kanagawa el 1854. En els anys posteriors a la Restauració Meiji de 1868 i la caiguda del shogunat, el recentment format govern de Meiji es va embarcar en reformes per centralitzar i modernitzar el Japó. Els japonesos havien enviat delegacions i estudiants arreu del món per aprendre i assimilar les arts i les ciències occidentals, amb la intenció de fer del Japó igual a les potències occidentals. Aquestes reformes van transformar el Japó d'un país feudal societat en un estat industrial modern.
Durant el mateix període, la dinastia Qing també va començar a experimentar reformes tant en la doctrina militar com en la política, però va tenir molt menys èxit.

### Política coreana
El gener de 1864, el rei Cheoljong va morir sense hereu masculí, i mitjançant els protocols de successió coreà el rei Gojong va pujar al tron als 12 anys. Tanmateix, com que el rei Gojong era massa jove per governar, el pare del nou rei, Yi Ha-ŭng, es va convertir en el Daewongun, o senyor de la gran cort, i va governar Corea en nom del seu fill com a regent. Originalment, el terme Daewongun es referia a qualsevol persona que no fos realment el rei, però el fill de la qual va prendre el tron. Amb el seu ascens al poder, el Daewongun va iniciar un conjunt de reformes dissenyades per enfortir la monarquia a costa de la classe Yangban. També va dur a terme una política aïllacionista i estava decidit a purgar el regne de qualsevol idea estrangera que s'hagués infiltrat a la nació. En la història de Corea, els sogres del rei van gaudir d'un gran poder, en conseqüència el Daewongun va reconèixer que qualsevol futura nora podria amenaçar la seva autoritat. Per tant, va intentar evitar qualsevol possible amenaça al seu govern seleccionant com a nova reina per al seu fill una noia òrfena d'entre el clan Yŏhŭng Min, que mancava de poderoses connexions polítiques. Amb la reina Min com la seva nora i la consort reial, el Daewongun es va sentir segur en el seu poder. Tanmateix, després d'haver-se esdevingut reina, Min va reclutar tots els seus parents i els va nomenar per a càrrecs influents en nom del rei. La reina també es va aliar amb els enemics polítics del Daewongun, de manera que a finals de 1873 havia mobilitzat prou influència per expulsar-lo del poder. A l'octubre de 1873, quan l'erudit confucià Choe Ik-hyeon va presentar un monument al rei Gojong instant-lo a governar per dret propi, la reina Min va aprofitar l'oportunitat per forçar la retirada del seu sogre com a regent. La sortida del Daewongun va portar a Corea a abandonar la seva política aïllacionista.

### Obertura de Corea

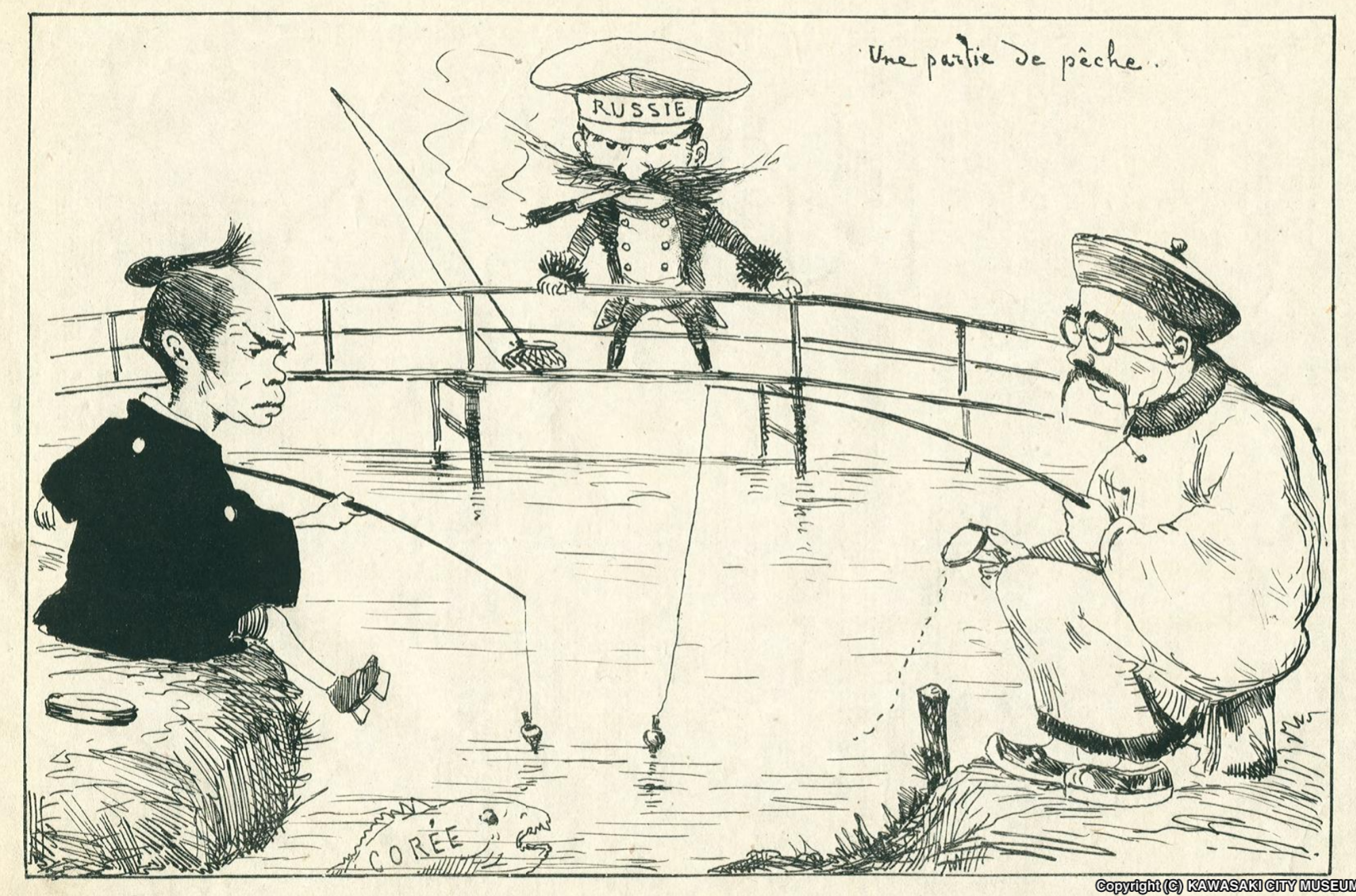
Caricatura sobre la disputa entre Xina, Japó i Rússia sobre Corea, publicada a la primera edició de Tôbaé, 1887

El 26 de febrer de 1876, després d'enfrontaments entre japonesos i coreans, es va signar el Tractat de Kanghwa, que va obrir Corea al comerç japonès. El 1880, el rei va enviar una missió al Japó que estava encapçalada per Kim Hong-jip, observador entusiasta de les reformes que hi tenien lloc. Mentre estava al Japó, el diplomàtic xinès Huang Zunxian li va presentar un estudi anomenat "Una estratègia per a Corea" (xinès :朝鮮策略; pinyin : Cháoxiǎn cèlüè). Va advertir de l'amenaça que representaven els russos per a Corea i va recomanar que Corea mantingués relacions amistoses amb el Japó, que en aquell moment era massa dèbil econòmicament per ser una amenaça immediata, per treballar estretament amb la Xina i buscar una aliança amb els Estats Units com a un contrapès a Rússia. Després de tornar a Corea, Kim va presentar el document al rei Gojong, que va quedar tan impressionat amb el document que va fer-ne còpies i distribuir-les als seus funcionaris.
El 1880, seguint els consells xinesos i trencant amb la tradició, el rei Gojong va decidir establir vincles diplomàtics amb els Estats Units. Després de les negociacions a través de la mediació xinesa a Tianjin, el Tractat de Pau, Amistat, Comerç i Navegació es va signar formalment entre els Estats Units i Corea a Incheon el 22 de maig de 1882. No obstant això, hi va haver dues qüestions importants plantejades pel tractat. El primer es refereix a l'estatus de Corea com a nació independent. Durant les converses amb els nord-americans, els xinesos van insistir que el tractat conté un article que declarava que Corea era una dependència de la Xina i van argumentar que el país havia estat durant molt de temps un estat tributari de la Xina. Però els nord-americans es van oposar fermament a aquest article, argumentant que un tractat amb Corea s'havia de basar en el Tractat de Ganghwa, que estipulava que Corea era un estat independent. Finalment es va arribar a un compromís, amb Shufeldt i Li acordant que el rei de Corea notificaria al president dels Estats Units en una carta que Corea tenia un estatus especial com a estat tributari de la Xina. El tractat entre el govern de Corea i els Estats Units es va convertir en el model de tots els tractats entre aquest i altres països occidentals. Posteriorment, Corea va signar tractats comercials similars amb Gran Bretanya i Alemanya el 1883, amb Itàlia i Rússia el 1884, i amb França el 1886. Posteriorment, es van celebrar tractats comercials amb altres països europeus.

### Reformes coreanes
Després de 1879, les relacions de la Xina amb Corea van quedar sota l'autoritat de Li Hongzhang, que havia emergit com una de les figures més influents de la Xina després de tenir un paper important durant la Rebel·lió de Taiping, i també va ser un defensor del Moviment d'Autoenfortiment. El 1879, Li va ser nomenat governador general de la província de Zhili i comissari imperial dels ports del nord. Estava a càrrec de la política de Corea de la Xina i va instar els funcionaris coreans a adoptar el propi programa d'auto-enfortiment de la Xina per enfortir el seu país en resposta a les amenaces estrangeres, a les quals el rei Gojong es va mostrar receptiu. El govern coreà, immediatament després de l'obertura del país al món exterior, va dur a terme una política d'il·lustració destinada a aconseguir la prosperitat nacional i la força militar mitjançant la doctrina del tongdo sŏgi (maneres orientals i màquines occidentals). Per modernitzar el seu país, els coreans van intentar de manera selectiva acceptar i dominar la tecnologia occidental tot preservant els valors culturals i el patrimoni del seu país.
El gener de 1881, el govern va engegar reformes administratives i va establir la T'ongni kimu amun (Oficina d'Afers Extraordinaris d'Estat) que es va inspirar en les estructures administratives xineses. Sota aquesta organització global, es van crear dotze sa o agències. El 1881, es va enviar una missió tècnica al Japó per estudiar les seves instal·lacions modernitzades. Els funcionaris van viatjar per tot el Japó inspeccionant instal·lacions administratives, militars, educatives i industrial. A l'octubre, un altre petit grup va anar a Tianjin per estudiar la fabricació d'armes modernes i es va convidar tècnics xinesos a fabricar armes a Seül. A més, com a part del seu pla per modernitzar el país, els coreans havien convidat a l'agregat militar japonès, el tinent Horimoto Reizō per servir com a assessor en la creació d'un exèrcit modern. Es va establir una nova formació militar anomenada Pyŏlgigun (Força d'habilitats especials), en la qual entre vuitanta i cent joves de l'aristocràcia havien de rebre entrenament militar japonès. L'any següent, el gener de 1882, el govern també va reorganitzar l'estructura existent de guarnició de cinc exèrcits en la Muwiyŏng (Guarnició de la Guàrdia del Palau) i la Changŏyŏng (Guarnició de la Guàrdia de la Capital).

### Inseguretats japoneses sobre Corea
Durant la dècada de 1880, les discussions al Japó sobre la seguretat nacional es van centrar en la qüestió de la reforma coreana. El discurs polític sobre els dos estaven interconnectats; com va afirmar el conseller militar alemany, el major Jacob Meckel, Corea era "un punyal apuntat al cor del Japó. El que va fer de Corea una preocupació estratègica no va ser només la seva proximitat al Japó sinó la seva incapacitat per defensar-se dels estrangers. Si Corea fos realment independent, no suposaria cap problema estratègic per a la seguretat nacional del Japó, però si el país es mantenia sense desenvolupament es mantindria feble i, en conseqüència, convidaria a les preses per a la dominació estrangera. El consens polític al Japó era que la independència de Corea passava, com havia estat pel Japó Meiji, a través de la importació de la "civilització" d'Occident. Corea requeria un programa d'autoenfortiment com les reformes posteriors a la Restauració que es van promulgar al Japó L'interès japonès per la reforma de Corea no era purament altruista. Aquestes reformes no només permetrien a Corea resistir la intrusió estrangera, que era en interès directe del Japó, sinó que en ser un conducte de canvi també tindrien l'oportunitat de tenir un paper més important a la península. Per als líders Meiji, la qüestió no era si Corea s'havia de reformar, sinó com es podrien implementar aquestes reformes. Hi va haver l'opció d'adoptar un paper passiu que requeria el conreu d'elements reformistes dins de la societat coreana i prestar-los assistència sempre que fos possible, o adoptar una política més agressiva, interferint activament en la política coreana per assegurar que la reforma tingués lloc. Molts defensors japonesos de la reforma coreana van oscil·lar entre aquestes dues posicions.
El Japó a principis de la dècada de 1880 era feble, com a resultat dels aixecaments de camperols interns i les rebel·lions de samurais durant la dècada anterior. El país també estava lluitant financerament, amb la inflació com a conseqüència d'aquests factors interns. Posteriorment, el govern Meiji va adoptar una política passiva, animant la cort coreana a seguir el model japonès però oferint poca assistència concreta excepte l'enviament de la petita missió militar encapçalada pel tinent Horimoto Reizo per entrenar el Pyŏlgigun. El que preocupava als japonesos eren els xinesos, que havien afluixat el seu control sobre Corea el 1876 quan els japonesos van aconseguir establir una base legal per a la independència coreana acabant amb el seu estatus tributari. Les accions xineses semblaven estar frustrant les forces de la reforma a Corea i reafirmant la seva influència sobre el país.

### Crisi de 1882

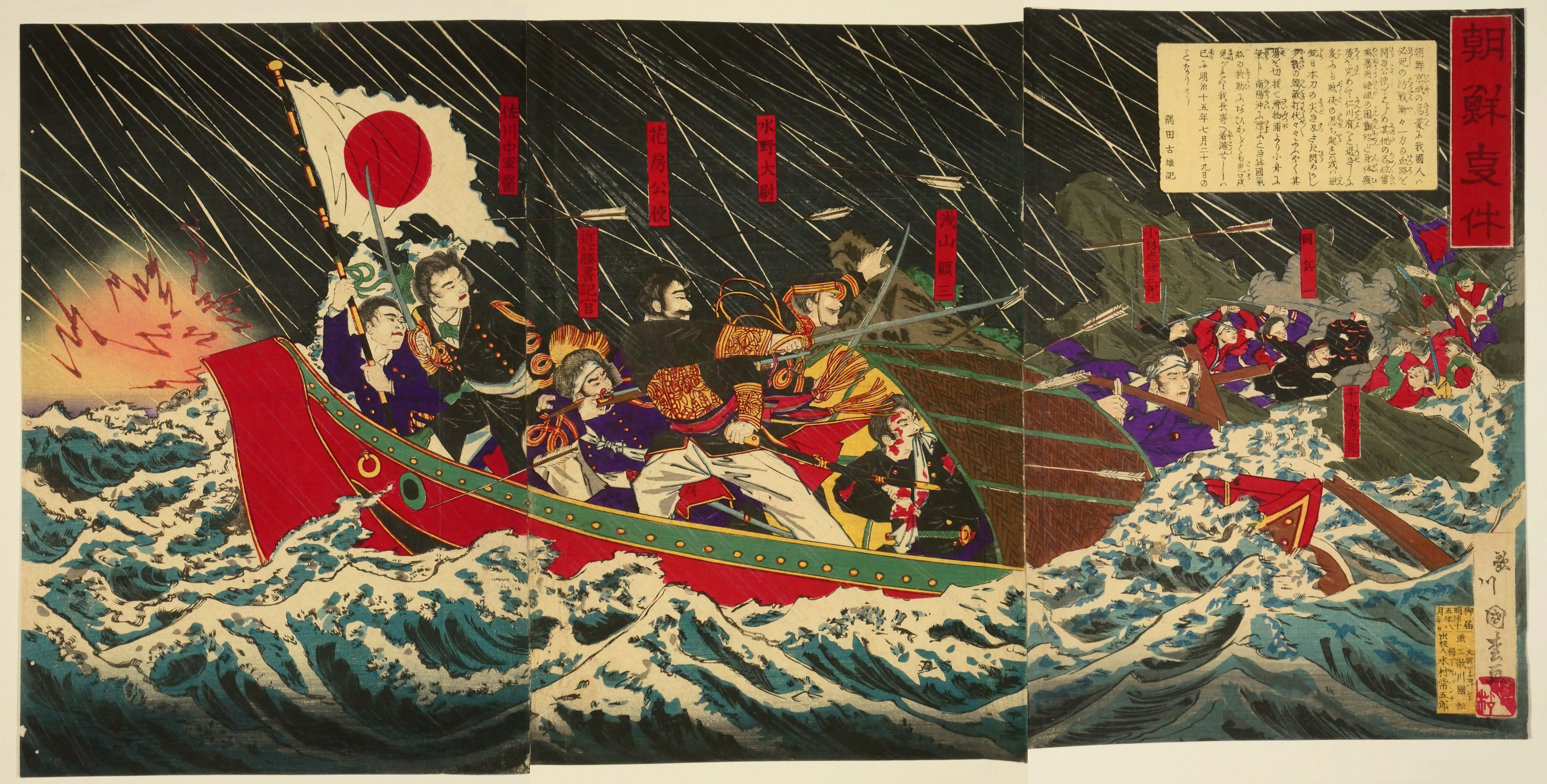
Impressió en xilografia que representa el vol de la legació japonesa el 1882

L'any 1882, la península de Corea va viure una forta sequera que va provocar escassetat d'aliments, causant moltes penúries i discòrdies entre la població. Corea estava a punt de la fallida, fins i tot es va endarrerir mesos amb la paga militar, provocant un profund ressentiment entre els soldats. També hi va haver ressentiment cap al Pyŏlgigun per part dels soldats de l'exèrcit regular coreà, ja que la formació estava millor equipada i tractada. A més, més de 1000 soldats havien estat donats d'alta en el procés de revisió de l'exèrcit; la majoria eren vells o minusvàlids, i la resta feia tretze mesos sense cobrar en arròs.
El juny d'aquell any, el rei Gojong, informat de la situació, va ordenar que es donés un mes d'arròs als soldats. Va dirigir a Min Gyeom-ho, el supervisor de les finances del govern i nebot de la reina Min, per tractar l'assumpte. Min al seu torn va lliurar l'assumpte al seu majordom que va vendre el bon arròs que li havien donat i va utilitzar els diners per comprar mill que va barrejar amb sorra i segó. Com a resultat, l'arròs va quedar podrit i no comestible. El repartiment del suposat arròs va indignar els soldats. El 23 de juliol va esclatar un motí militar i un motí a Seül. Soldats enfurismats es van dirigir cap a la residència de Min Gyeom-ho, que havien sospitat que els havia estafat amb el seu arròs. Min, en sentir la notícia de la revolta, va ordenar a la policia que arrestés alguns dels caps i va anunciar que serien executats l'endemà al matí. Havia suposat que això serviria d'avís als altres agitadors. Tanmateix, després d'assabentar-se del que havia passat, els amotinats van irrompre a casa de Min per venjar-se; com que no era a la seva residència, els amotinats van desfogar les seves frustracions destruint els seus mobles i altres possessions.
Aleshores, els amotinats es van traslladar a un arsenal del qual van robar armes i municions, i després es van dirigir cap a la presó. Després de dominar els guàrdies, van alliberar no només els homes que havien estat arrestats aquell dia per Min Gyeom-ho, sinó també molts presos polítics. Aleshores, Min va convocar l'exèrcit per sufocar la rebel·lió, però era massa tard per reprimir el motí. El cos original d'amotinats havia estat augmentat per la ciutadania pobre i descontenta de la ciutat; com a conseqüència la revolta havia assumit grans proporcions. Els amotinats van dirigir la seva atenció als japonesos. Un grup es va dirigir a l'allotjament del tinent Horimoto i el va matar. Un altre grup, d'uns 3.000 homes, es va dirigir cap a la legació japonesa, on residien Hanabusa Yoshitada, el ministre a Corea, i vint-i-set membres de la legació. La multitud va envoltar la legació cridant la seva intenció de matar a tots els japonesos que hi havia al seu interior. Hanabusa va donar ordres de cremar la legació i es van incendiar documents importants. A mesura que les flames es van estendre ràpidament, els membres de la legació van escapar per una porta posterior, on van fugir cap al port i van pujar a un vaixell que els va portar pel riu Han fins a Chemulpo. Refugiant-se amb el comandant d'Incheon, es van veure obligats de nou a fugir després que va arribar la notícia dels esdeveniments a Seül i l'actitud dels seus amfitrions va canviar. Van escapar al port durant una pluja intensa i van ser perseguits pels soldats coreans. Sis japonesos van morir, mentre que altres cinc van resultar greument ferits. Els supervivents que portaven els ferits van pujar a un petit vaixell i es van dirigir cap a mar obert on tres dies després van ser rescatats per un vaixell d'exploració britànic, HMS Flying Fish, que els va portar a Nagasaki. L'endemà, després de l'atac a la legació japonesa, els amotinats van forçar la seva entrada al palau reial on van trobar i van matar Min Gyeom-ho, així com una dotzena d'oficials d'alt rang més. També van buscar la reina Min. La reina es va escapar, però, vestida com una dama normal de la cort i va ser portada a l'esquena d'un guàrdia fidel que afirmava que era la seva germana. El Daewongun va utilitzar l'incident per reafirmar el seu poder.
Aleshores, els xinesos van desplegar uns 4.500 soldats a Corea, sota el comandament del general Wu Changqing, que efectivament va recuperar el control i va sufocar la rebel·lió. En resposta, els japonesos també van enviar quatre vaixells de guerra i un batalló de tropes a Seül per salvaguardar els interessos japonesos i exigir reparacions. No obstant això, les tensions van disminuir amb el Tractat de Chemulpo, signat la nit del 30 d'agost de 1882. L'acord especificava que els conspiradors coreans serien castigats i es pagarien 50.000 iens a les famílies dels japonesos assassinats. El govern japonès també rebria 500.000 iens, una disculpa formal i permís per estacionar tropes a la seva legació diplomàtica a Seül. Després de la rebel·lió, el Daewongun va ser acusat de fomentar la rebel·lió i la seva violència, i va ser arrestat pels xinesos i portat a Tianjin. Més tard va ser traslladat a una ciutat a uns seixanta milles al sud-oest de Pequín, on durant tres anys va ser tancat a una habitació i sota estricta vigilància.

### Reafirmació de la influència xinesa
Després de l'incident d'Imo, els primers esforços de reforma a Corea van patir un gran revés. Després de l'incident, els xinesos van reafirmar la seva influència sobre la península, on van començar a interferir directament en els afers interns de Corea. Després d'estacionar tropes en punts estratègics de la capital Seül, els xinesos van emprendre diverses iniciatives per guanyar una influència significativa sobre el govern coreà. Els Qing van enviar a Corea dos assessors especials en afers exteriors que representaven els interessos xinesos: l'alemany Paul Georg von Möllendorff, un confident proper de Li Hongzhang, i el diplomàtic xinès Ma Jianzhong. Un estol d'oficials xinesos també es va fer càrrec de l'entrenament de l'exèrcit, proporcionant als coreans 1.000 rifles, dos canons i 10.000 cartutxos de munició. A més, el Chingunyeong (Comandament de la Guàrdia de la Capital), una nova formació militar coreana, va ser creat i entrenat al llarg de les línies xineses per Yuan Shikai.
A l'octubre, els dos països van signar un tractat que estipulava que Corea depenia de la Xina i va concedir als comerciants xinesos el dret de fer negocis terrestres i marítims lliurement dins de les seves fronteres. També va donar avantatges als xinesos sobre els japonesos i occidentals i els va concedir privilegis unilaterals d'extraterritorialitat en casos civils i penals. Segons el tractat, el nombre de comerciants i comerciants xinesos va augmentar significativament, un cop dur per als comerciants coreans. Encara que permetia als coreans comerciar recíprocament a Pequín, l'acord no era un tractat, sinó que en efecte es va emetre com una regulació per a un vassall. A més, durant l'any següent, els xinesos van supervisar la creació d'un Servei de Duanes Marítimes de Corea, dirigit per von Möllendorff. Corea va quedar reduïda a un estat semicolonial tributari de la Xina amb el rei Gojongin capaç de nomenar diplomàtics sense l'aprovació xinesa, i amb tropes estacionades al país per protegir els interessos xinesos.

### Rivalitat entre faccions i ascendència del clan Min
Durant la dècada de 1880 van sorgir dues faccions rivals a Corea. Un era un petit grup de reformadors que s'havien centrat al voltant del Gaehwadang (Partit de la Il·lustració), que s'havia frustrat per l'escala limitada i el ritme arbitrari de les reformes. Els membres que van constituir el Partit de la Il·lustració eren coreans ben educats i la majoria eren de la classe yangban. Estaven impressionats pels desenvolupaments al Japó Meiji estaven ansiosos per emular-los. Els membres incloïen Kim Ok-gyun, Pak Yung-hio, Hong Yeong-sik, Seo Jae-pil i Soh Jaipil. El grup també era relativament jove; Pak Yung-hio provenia d'un llinatge prestigiós relacionat amb la família reial i tenia 23 anys, Hong en tenia 29, Seo Gwang-beom en tenia 25 i Soh Jaipil en tenia 20, amb Kim Ok-gyun el més gran amb 33. Tots havien passat una temps al Japó; Pak Yung-hio havia format part d'una missió enviada al Japó per demanar disculpes per l'incident d'Imo el 1882. Havia estat acompanyat per Seo Gwang-beom i per Kim Ok-gyun, que més tard va passar sota la influència dels modernitzadors japonesos com Fukuzawa Yukichi. Kim Ok-gyun, mentre estudiava al Japó, també havia cultivat amistats amb figures japoneses influents i es va convertir en el líder de facto del grup. També eren fortament nacionalistes i volien fer el seu país realment independent posant fi a la interferència xinesa en els afers interns de Corea.
El Sadaedang era un grup de conservadors, que incloïa no només Min Yeong-ik de la família Min, sinó també altres figures polítiques coreanes destacades que volien mantenir el poder amb l'ajuda de la Xina. Tot i que els membres del Sadaedang van donar suport a la política il·lustrada, van afavorir els canvis graduals basats en el model xinès. Després de l'incident d'Imo, el clan Min va seguir una política pro-xinesa. Això també va ser en part una qüestió d'oportunisme, ja que la intervenció de les tropes xineses va provocar l'exili posterior del rival Daewongun a Tianjin i l'expansió de la influència xinesa a Corea, però també reflectia una disposició ideològica compartida per molts coreans cap a la relació més còmoda i tradicional com a afluent de la Xina. En conseqüència, el clan Min es va convertir en defensors de la filosofia dongdo seogi ("adoptar el coneixement occidental tot mantenint els valors orientals"), que s'havia originat a partir de les idees dels reformadors xinesos moderats que havien emfatitzat la necessitat de mantenir els valors culturals superiors percebuts i patrimoni del món sinocèntric tot reconeixent la importància d'adquirir i adoptar la tecnologia occidental, especialment la militar, per tal de preservar l'autonomia. Per tant, en lloc de grans reformes institucionals com l'adopció de nous valors com la igualtat legal o la introducció d'una educació moderna com el Japó Meiji, els defensors d'aquesta escola de pensament van buscar adopcions a poc a poc d'institucions que enfortissin l'estat alhora que es preservessin els aspectes socials bàsics. ordre polític i cultural. A través de l'ascens de la reina Min al tron, el clan Min també havia pogut utilitzar institucions governamentals de nova creació com a bases per al poder polític; posteriorment, amb el seu creixent monopoli de les posicions clau, van frustrar les ambicions del Partit de la Il·lustració.

### Cop Gapsin
En els dos anys anteriors a l'incident d'Imo, els membres del Gaehwadang no havien aconseguit nomenaments per a càrrecs vitals del govern i no van poder implementar els seus plans de reforma. Com a conseqüència, estaven disposats a prendre el poder per qualsevol mitjà necessari. El 1884 es va presentar una oportunitat per prendre el poder fent un cop d'estat contra els sadaedang . A l'agost, quan les hostilitats entre França i la Xina van esclatar sobre Annam, la meitat de les tropes xineses estacionades a Corea es van retirar. El 4 de desembre de 1884, amb l'ajuda del ministre japonès Takezoe Shinichiro, que va prometre mobilitzar els guàrdies de la legació japonesa per oferir-los ajuda, els reformadors van donar el seu cop d'estat sota l'aparença d'un banquet organitzat per Hong Yeong-sik, el director de l'Administració General de Correus. El banquet havia de celebrar l'obertura de la nova oficina de correus nacional. S'esperava que el rei Gojong assistís juntament amb diversos diplomàtics estrangers i alts funcionaris, la majoria dels quals eren membres de la facció Sadaedang pro-xinesa. Kim Ok-gyun i els seus companys es van acostar al rei Gojong dient falsament que les tropes xineses havien creat un disturbi i el van escortar al petit palau de Gyoengu, on el van posar sota la custòdia dels guàrdies de la legació japonesa. Després van procedir a matar i ferir diversos alts funcionaris de la facció Sadaedang.
Després del cop d'estat, els membres de Gaehwadang van formar un nou govern i van idear un programa de reformes. La proposta de reforma radical de 14 punts deia que es complissin les condicions següents: la fi de la relació tributària de Corea amb la Xina; l'abolició dels privilegis de la classe dirigent i l'establiment de la igualtat de drets per a tothom; la reorganització del govern com una monarquia pràcticament constitucional; la revisió de les lleis fiscals de la terra; cancel·lació del sistema de préstec de cereals; la unificació de totes les administracions fiscals internes sota la jurisdicció del Ho-jo; la supressió dels comerciants privilegiats i el desenvolupament del comerç i el comerç lliures, la creació d'un sistema policial modern que inclou patrulles policials i guàrdies reials; i sever càstig als funcionaris corruptes.
Tanmateix, el nou govern no va durar més d'uns quants dies. Això era possiblement inevitable, ja que els reformadors tenien el suport de no més de 140 soldats japonesos que es van enfrontar a almenys 1.500 xinesos guarnits a Seül, sota el comandament del general Yuan Shikai. Com que les mesures de reforma eren una amenaça per al poder del seu clan, la reina Min va demanar en secret la intervenció militar dels xinesos. En conseqüència, en tres dies, fins i tot abans que es fessin públiques les mesures de reforma, el cop va ser reprimit per les tropes xineses que van atacar i derrotar les forces japoneses i van restaurar el poder a la facció proxinesa Sadaedang. Durant el combat cos a cos posterior Hong Yeong-sik va ser assassinat, l'edifici de la legació japonesa va ser cremat i quaranta japonesos van ser assassinats. Els líders copistes coreans supervivents, inclòs Kim Ok-gyun, van escapar al port de Chemulpo sota escorta del ministre japonès Takezoe. Des d'allà van pujar a bord d'un vaixell japonès per a l'exili al Japó.
El gener de 1885, amb una demostració de força, els japonesos van enviar dos batallons i set vaixells de guerra a Corea, que va resultar en el Tractat Japó-Corea de 1885, signat el 9 de gener de 1885. El tractat va restablir les relacions diplomàtiques entre Japó i Corea. Els coreans també van acordar pagar als japonesos 100.000 ¥ pels danys a la seva legació i proporcionar un lloc per a la construcció d'una nova legació. El primer ministre Ito Hirobumi, per tal de superar la posició desfavorable del Japó a Corea seguida del cop d'estat avortat, va visitar la Xina per discutir l'assumpte amb el seu homòleg xinès, Li Hongzhang. Les dues parts van aconseguir concloure la Convenció de Tianjin el 31 de maig de 1885. També es van comprometre a retirar les seves tropes de Corea en un termini de quatre mesos, amb una notificació prèvia a l'altre si s'havien d'enviar tropes a Corea en el futur. Després que ambdós països van retirar les seves forces, van deixar enrere un precari equilibri de poder a la península coreana entre les dues nacions. Mentrestant, Yuan Shikai va romandre a Seül, nomenat com a resident xinès, i va continuar interferint en la política interna de Corea. El fracàs del cop d'estat també va marcar un declivi dramàtic de la influència japonesa sobre Corea.

### Incident de Nagasaki
L'incident de Nagasaki va ser un motí que va tenir lloc a la ciutat portuària japonesa de Nagasaki l'any 1886. Quatre vaixells de guerra de la marina de l'Imperi Qing, la flota de Beiyang, van atracar a Nagasaki, aparentment per fer-hi reparacions. Alguns mariners xinesos van causar problemes a la ciutat i van començar els disturbis. Diversos policies japonesos que s'enfrontaven als amotinats van morir. El govern Qing no es va disculpar després de l'incident, que va provocar una onada de sentiment anti-xinesa al Japó.

### Controvèrsia dels fesols
Una mala collita el 1889 va portar el governador de la província de Hamgyong de Corea a prohibir les exportacions de soja al Japó. El Japó va demanar i va rebre una compensació el 1893 pels seus importadors. L'incident va posar de manifest la creixent dependència que el Japó sentia de les importacions d'aliments coreans.

## Preludi de la guerra

### L'afer Kim Ok-gyun

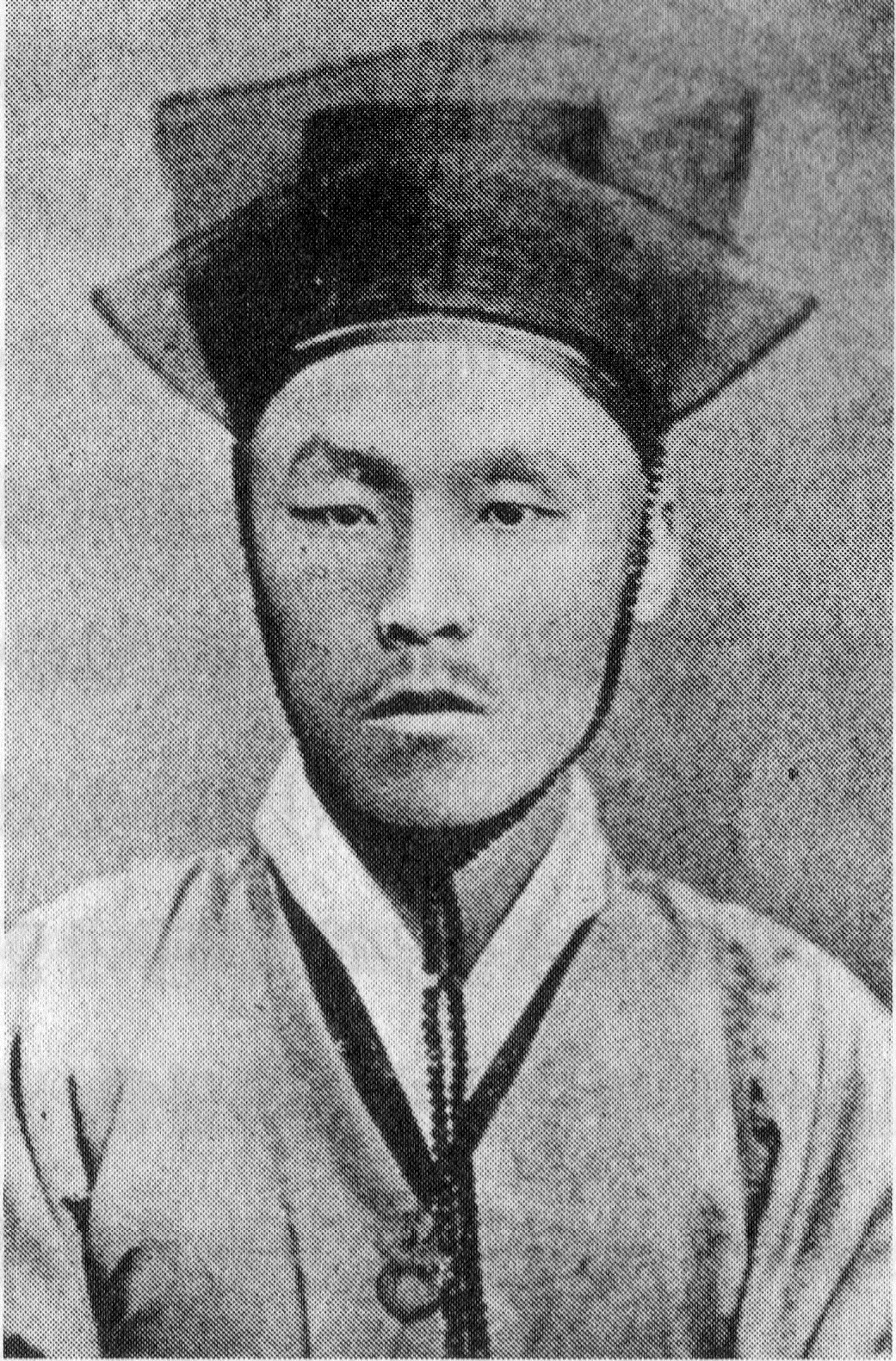
Kim Ok-gyun fotografiat a Nagasaki el 1882. El seu assassinat a la Xina contribuiria a les tensions que portarien a la Primera Guerra Sino-japonesa.

El 28 de març de 1894, un revolucionari coreà pro-japonès, Kim Ok-gyun, va ser assassinat a Xangai. Kim havia fugit al Japó després de la seva participació en el cop d'estat de 1884, i els japonesos havien rebutjat les demandes coreanes perquè fos extradit. Molts activistes japonesos van veure en ell potencial per a un futur paper en la modernització coreana; tanmateix, els líders del govern de Meiji van ser més cautelosos. Després d'algunes reserves, el van exiliar a les illes Bonin (Ogasawara). Finalment, va ser atret a Xangai, on va ser assassinat per un coreà, Hong Jong-u, a la seva habitació d'una posada japonesa a la Concessió Internacional. Després d'alguns dubtes, les autoritats britàniques de Xangai van concloure que les normes contra l'extradició no s'aplicaven a un cadàver i van lliurar el seu cos a les autoritats xineses. El seu cos va ser portat a bord d'un vaixell de guerra xinès i enviat de tornada a Corea, on va ser tallat per les autoritats coreanes, esquarterat i exhibit a totes les províncies coreanes com a advertència a altres presumptes rebels i traïdors.
A Tòquio, el govern japonès va prendre això com una ofensa escandalosa. El brutal assassinat de Kim Ok-gyun va ser retratat com una traïció per part de Li Hongzhang i un revés per a la talla i la dignitat del Japó. Les autoritats xineses es van negar a presentar càrrecs contra l'assassí, però fins i tot se li va permetre acompanyar el cos mutilat de Kim de tornada a Corea, on va rebre recompenses i honors. L'assassinat de Kim també havia posat en dubte el compromís del Japó amb els seus partidaris coreans. La policia de Tòquio havia frustrat un intent anterior durant el mateix any d'assassinar Pak Yung-hio, un dels altres líders coreans de l'aixecament de 1884. Quan dos presumptes assassins coreans van rebre asil a la legació coreana, això també havia provocat una indignació diplomàtica. Encara que el govern japonès podria haver aprofitat immediatament l'assassinat de Kim al seu benefici, va concloure que com que Kim havia mort en territori xinès, el tractament del cadàver estava fora de la seva autoritat. No obstant això, l'impactant assassinat del coreà va inflamar l'opinió japonesa, ja que molts japonesos consideraven que les accions recolzades pels xinesos també estaven dirigides contra el Japó. Als japonesos, els xinesos també havien mostrat el seu menyspreu pel dret internacional quan van posar en llibertat el presumpte assassí, que havia estat detingut per les autoritats britàniques a Xangai i després, d'acord amb les obligacions del tractat, va lliurar als xinesos per al judici. Els grups nacionalistes de seguida van començar a demanar la guerra amb la Xina.

### Rebel·lió de Donghak
Les tensions van ser altes entre la Xina i el Japó, però la guerra encara no era inevitable i la fúria al Japó per l'assassinat de Kim va començar a dissipar-se. No obstant això, a finals d'abril, la rebel·lió Donghak va esclatar a Corea. Els camperols coreans es van aixecar en rebel·lió oberta contra els impostos opressius i l'administració financera incompetent del govern de Joseon. Va ser la rebel·lió camperola més gran de la història de Corea. Tanmateix, l'1 de juny, els rumors van arribar als Donghaks que els xinesos i japonesos estaven a punt d'enviar tropes i per això els rebels van acordar un alto el foc per eliminar qualsevol motiu d'intervenció estrangera.
El 2 de juny, el gabinet japonès va decidir enviar tropes a Corea si la Xina feia el mateix. Al maig, els xinesos havien pres mesures per preparar la mobilització de les seves forces a les províncies de Zhili, Shandong i Manxúria com a conseqüència de la tensa situació a la península coreana. Tanmateix, aquestes accions es van planificar més com una manifestació armada per enfortir la posició xinesa a Corea que com a preparació per a la guerra contra el Japó.
El 3 de juny, el rei Gojong, per recomanació del clan Min i per insistència de Yuan Shikai, va demanar ajuda al govern xinès per reprimir la rebel·lió de Donghak. Tot i que la rebel·lió no va ser tan greu com havia semblat inicialment i, per tant, les forces xineses no eren necessàries, es va prendre la decisió d'enviar 2.500 homes sota el comandament del general Ye Zhichao al port d'Asan, a uns 70 km (43 milles) de Seül. Les tropes destinades a Corea van navegar a bord de tres vaixells de vapor de propietat britànica llogats pel govern xinès, i van arribar a Asan el 9 de juny. El 25 de juny havien arribat 400 soldats més. En conseqüència, a finals de juny, Ye Zhichao tenia uns 2.800-2.900 soldats sota el seu comandament a Asan.
Observant de prop els esdeveniments a la península, el govern japonès s'havia convençut ràpidament que la rebel·lió portaria a la intervenció xinesa a Corea. Com a resultat, poc després d'assabentar-se de la sol·licitud del govern coreà d'ajuda militar xinesa, tots els vaixells de guerra japonesos als voltants van rebre immediatament l'ordre de dirigir-se a Pusan i Chemulpo. El 9 de juny, els vaixells de guerra japonesos havien escalat consecutivament a Chemulpo i Pusan. Una formació de 420 mariners, seleccionats entre les tripulacions dels vaixells de guerra ancorats a Chempulo, va ser enviada immediatament a Seül, on van servir de contrapès temporal a les tropes xineses acampades a Asan. Simultàniament, una brigada reforçada d'aproximadament 8.000 soldats (la Brigada composta d'Oshima), sota el comandament del general Ōshima Yoshimasa, també va ser enviada a Chemulpo el 27 de juny.
Segons els japonesos, el govern xinès havia violat la Convenció de Tientsin en no informar al govern japonès de la seva decisió d'enviar tropes, però els xinesos van afirmar que el Japó havia aprovat la decisió. Els japonesos van contrarestar enviant una força expedicionària a Corea. Els primers 400 soldats van arribar el 9 de juny en ruta a Seül, i 3.000 van desembarcar a Incheon el 12 de juny.
Tanmateix, els funcionaris japonesos van negar qualsevol intenció d'intervenir. Com a resultat, el virrei de Qing Li Hongzhang "va ser atrevit a creure que el Japó no faria la guerra, però els japonesos estaven totalment preparats per actuar". El govern Qing va rebutjar el suggeriment del Japó perquè el Japó i la Xina cooperessin per reformar el govern coreà. Quan Corea va exigir que el Japó retirés les seves tropes de Corea, els japonesos s'hi van negar.
El juliol de 1894, les 8.000 tropes japoneses van capturar el rei coreà Gojong i van ocupar el Gyeongbokgung a Seül. El 25 de juliol, havien substituït l'actual govern coreà per membres de la facció pro-japonesa. Tot i que les forces Qing ja estaven sortint de Corea després d'haver-se trobat allà sense necessitat, el nou govern coreà pro-japonès va concedir al Japó el dret d'expulsar les forces Qing, i el Japó va enviar més tropes a Corea. L'Imperi Qing va rebutjar el nou govern coreà com a il·legítim.

## Estat dels combatents

### Japó
Les reformes japoneses sota el govern Meiji van donar una prioritat significativa a la creació d'un exèrcit i una marina nacionals moderns eficaços, especialment la construcció naval. El Japó va enviar nombrosos oficials militars a l'estranger per a l'entrenament i l'avaluació de les forces i tàctiques relatives dels exèrcits i marines occidentals.

### Marina imperial japonesa

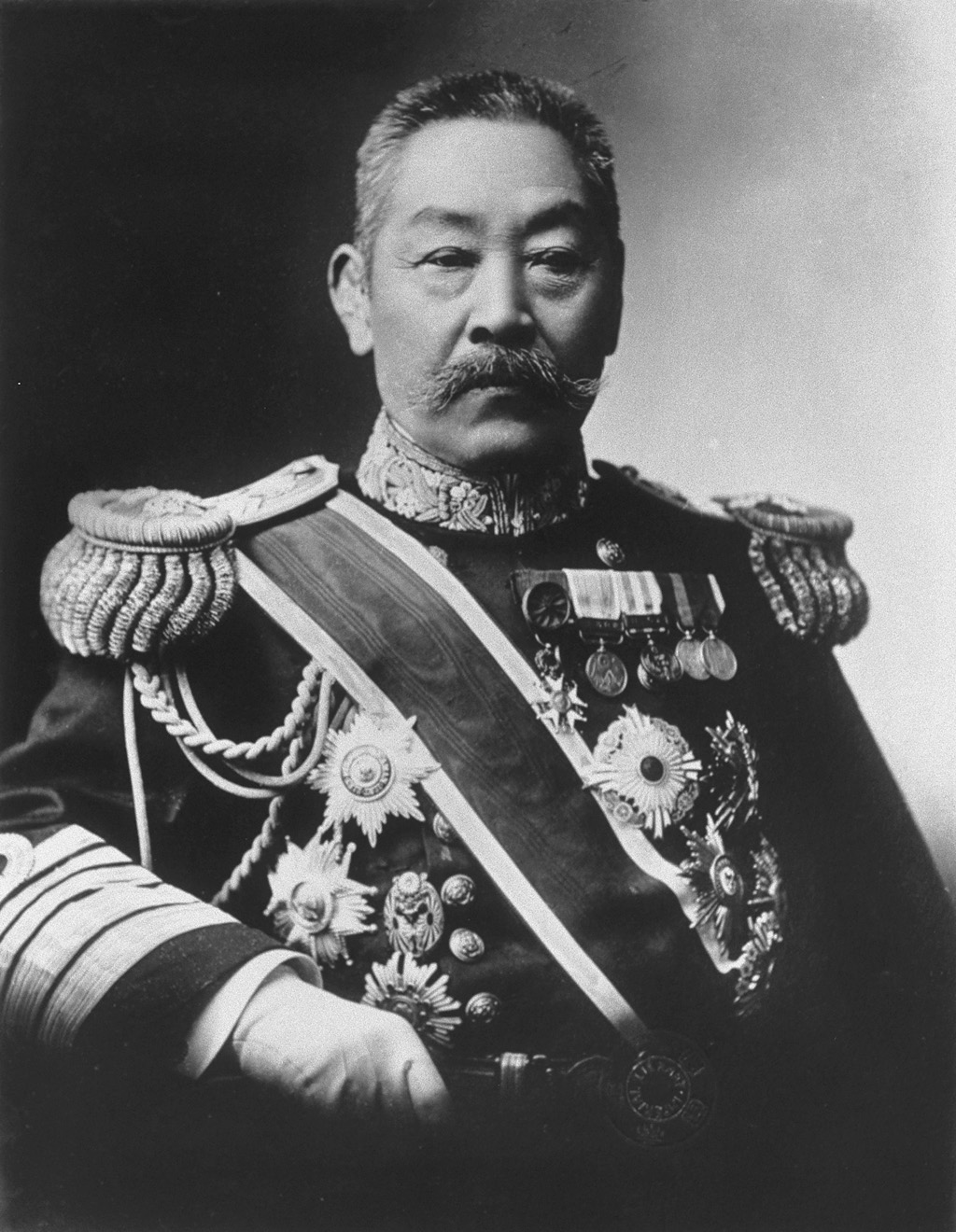
Itō Sukeyuki comandant en cap de la flota combinada japonesa

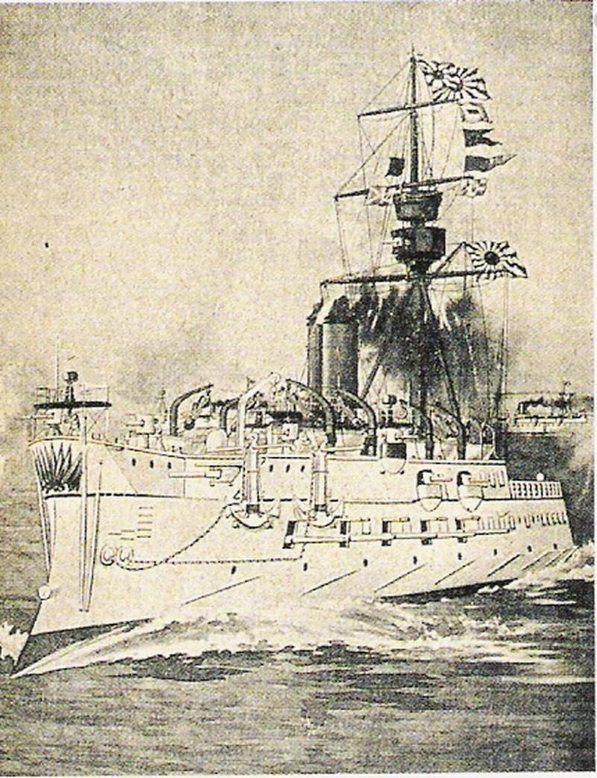
El Matsushima de construcció francesa, vaixell insígnia de la Marina Imperial Japonesa durant la Primera Guerra Sino-japonesa

L'Armada Imperial Japonesa va ser modelada a partir de la Royal Navy britànica, en aquell moment la principal potència naval. Els assessors britànics van ser enviats al Japó per entrenar l'establiment naval, mentre que els estudiants japonesos van ser enviats al seu torn a Gran Bretanya per estudiar i observar la Royal Navy. Mitjançant la perforació i la formació d'instructors de la Royal Navy, el Japó va desenvolupar oficials navals experts en les arts de l'artilleria i la navegació. A l'inici de les hostilitats, l'Armada Imperial Japonesa estava formada per una flota de 12 vaixells de guerra moderns (el creuer protegit Izumi s'hi va afegir durant la guerra), vuit corbetes, un ironclad, 26 torpediners, i nombrosos creuers mercants auxiliars armats i transatlàntics convertits. En temps de pau, els vaixells de guerra de l'Armada Imperial Japonesa es van dividir entre tres bases navals principals a Yokosuka, Kure i Sasebo i, després de la mobilització, la marina estava composta per cinc divisions de vaixells de guerra de navegació marítima i tres flotilles de vaixells torpediners amb una quarta formada a la començament de les hostilitats. Els japonesos també tenien una marina mercant relativament gran, que a principis de 1894 constava de 288 vaixells. D'aquests, 66 pertanyien a la naviliera Nippon Yusen Kaisha, que va rebre subvencions nacionals del govern japonès per mantenir els vaixells per a l'ús de la marina en temps de guerra. Com a conseqüència, la marina podria recórrer a un nombre suficient d'auxiliars i de transports.
El Japó encara no tenia els recursos per adquirir cuirassats i, per tant, planejava emprar la doctrina Jeune École, que afavoria els vaixells de guerra petits i ràpids, especialment creuers i torpediners, amb la capacitat ofensiva de destruir embarcacions més grans. La direcció naval japonesa, en vigílies de les hostilitats, va ser generalment prudent i fins i tot aprensiva, ja que l'armada encara no havia rebut els vaixells de guerra ordenats el febrer de 1893, particularment els cuirassats Fuji i Yashima i el creuer protegit Akashi. Per tant, iniciar les hostilitats en aquell moment no era l'ideal, i l'armada estava molt menys segura que l'exèrcit sobre el resultat d'una guerra amb la Xina.
Molts dels vaixells de guerra més importants del Japó es van construir a drassanes britàniques i franceses (vuit britànics, tres francesos i dos japonesos) i se sap que 16 dels vaixells torpediners van ser construïts a França i muntats al Japó.

#### Exèrcit imperial japonès
El govern de Meiji al principi va modelar el seu exèrcit després de l'exèrcit francès. Els consellers francesos havien estat enviats al Japó amb dues missions militars (el 1872–1880 i el 1884), a més d'una missió sota el shogunat. El reclutament nacional es va fer complir l 1873 i es va establir un exèrcit de reclutes d'estil occidental; també es van construir escoles i arsenals militars. El 1886, Japó es va girar cap al model germano-prussià com a base del seu exèrcit, adoptant les doctrines alemanyes i el sistema i organització militar alemanys. El 1885 Klemens Meckel, un conseller alemany, va implementar noves mesures, com la reorganització de l'estructura de comandament en divisions i regiments; l'enfortiment de la logística, el transport i les estructures de l'exèrcit (augmentant així la mobilitat); i l'establiment de regiments d'artilleria i enginyeria com a comandaments independents. També era un exèrcit que era igual a les forces armades europees en tots els aspectes.

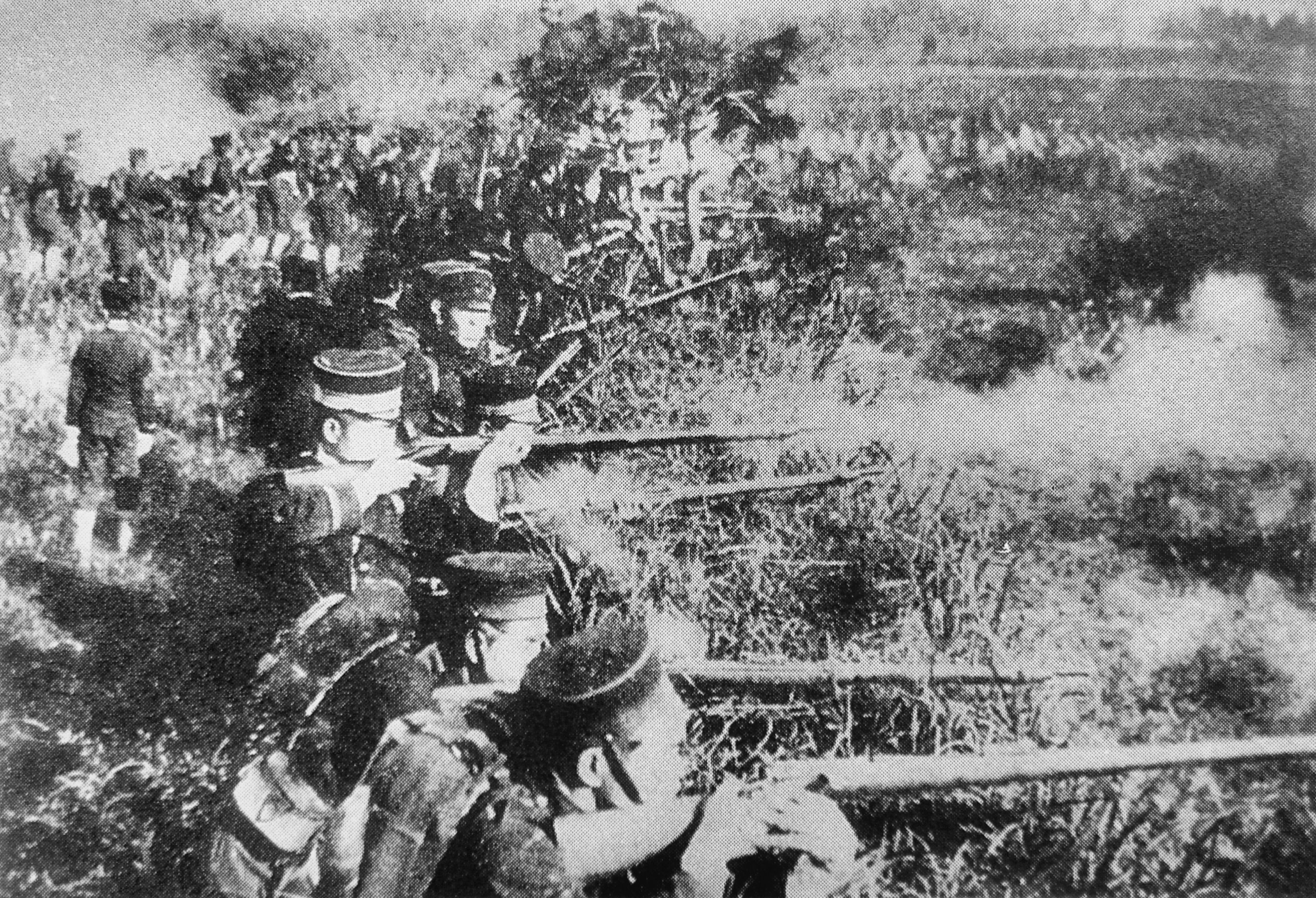
Tropes japoneses durant la Primera Guerra Sinojaponesa

A la vigília de l'esclat de la guerra amb la Xina, tots els homes d'entre 17 i 40 anys eren elegibles per a la conscripció, però només els que complissin els 20 havien de ser reclutats mentre que els que havien complert 17 podien ser voluntaris. Tots els homes d'entre 17 i 40 anys, fins i tot aquells que no havien rebut entrenament militar o no estaven físicament aptes, eren considerats part de la milícia territorial o de la guàrdia nacional (kokumin) . Després del període de servei militar actiu (gen-eki), que va durar tres anys, els soldats van passar a formar part de la primera Reserva (yōbi amb 92.000 el 1893) i després de la segona (kōbi amb 106.000 el 1893)). Tots els homes joves i aptes que no van rebre una formació militar bàsica per excepcions i aquells reclutes que no havien complert completament els requisits físics del servei militar, es van convertir en tercera reserva (hojū). En temps de guerra, la primera Reserva (yōbi) s'havia de cridar primer i estaven destinades a omplir les files de les unitats de l'exèrcit regular. A continuació, es van cridar la reserva de kōbi, que s'havia d'utilitzar per omplir encara més els rangs d'unitats de línia o per formar-ne de noves. Els membres de la reserva hojū només s'havien de cridar en circumstàncies excepcionals, i la milícia territorial o la guàrdia nacional només es cridarien en cas d'atac o invasió de l'enemic immediat al Japó.
El país estava dividit en sis districtes militars (quarters generals de Tòquio, Osaka, Nagoya, Sendai, Hiroshima i Kumamoto), cadascun d'ells una àrea de reclutament per a una divisió d'infanteria quadrada formada per dues brigades de dos regiments. Cadascuna d'aquestes divisions contenia aproximadament 18.600 soldats i 36 peces d'artilleria quan es van mobilitzar. També hi havia una divisió de la Guàrdia Imperial que reclutava a nivell nacional, de tot el Japó. Aquesta divisió també estava formada per dues brigades, però en canvi tenia dos batallons, no de tres batallons, regiments; en conseqüència, la seva força numèrica després de la mobilització era de 12.500 efectius i 24 peces d'artilleria. A més, hi havia tropes de fortalesa formades per aproximadament sis batallons, el Cos Colonial d'uns 4.000 soldats que estava estacionat a Hokkaido i les illes Ryukyu, i un batalló de policia militar a cadascun dels districtes. En temps de pau, l'exèrcit regular tenia un total de menys de 70.000 homes, mentre que després de la mobilització les xifres van superar els 220.000. A més, l'exèrcit encara disposava d'una reserva entrenada que, després de la mobilització de les divisions de primera línia, es podia constituir en brigades de reserva. Aquestes brigades de reserva constaven cadascuna de quatre batallons, una unitat de cavalleria, una companyia d'enginyers, una bateria d'artilleria i unitats de rereguarda. Havien de servir com a bases de reclutament per a les seves divisions de primera línia i també podien dur a terme operacions de combat secundàries, i si fos necessari es podrien ampliar en divisions completes amb un total de 24 regiments de forces territorials. Tanmateix, la formació d'aquestes unitats es va veure obstaculitzada per la manca d'equipament suficient, especialment d'uniformes.
Les tropes japoneses estaven equipades amb el fusell Murata Tipus 18 d'un sol tir de 8 mm. S'acabava d'introduir el tipus 22 millorat de vuit cartutxos i, en conseqüència, l'any 1894, a la vigília de la guerra, només la Guàrdia Imperial i la 4a Divisió estaven equipades amb aquests fusells. L'artilleria de la divisió constava de canons de camp de 75 mm i peces de muntanya fabricades a Osaka. L'artilleria es basava en dissenys de Krupp que van ser adaptats pels italians a principis de la dècada de 1880; tot i que difícilment es podia descriure com a modern el 1894, en general encara s'adaptava als requisits del camp de batalla contemporani.
A la dècada de 1890, el Japó tenia a la seva disposició un exèrcit d'estil occidental modern, entrenat professionalment, que estava relativament ben equipat i proveït. Els seus oficials havien estudiat a Europa i estaven ben educats en les últimes estratègies i tàctiques. Al començament de la guerra, l'exèrcit imperial japonès podia desplegar una força total de 120.000 homes en dos exèrcits i cinc divisions.
L'exèrcit japonès, malgrat la integració de tropes de subministrament a les seves divisions, no va poder confiar en el seu sistema logístic i personal preexistent per mantenir els seus exèrcits al camp amb 153.000 treballadors, contractistes i conductors contractats per mantenir els exèrcits al camp. Els problemes de subministrament i una manca general de preparació per a una guerra sostinguda retardaria habitualment les operacions i alentiria els exèrcits de camp japonesos, com es va veure a la campanya de Yingkou, les tropes sovint havien de buscar menjar o robar a la població local i la medicina i la roba d'hivern sovint eren escasses a causa del pobre subministrament durant les últimes etapes de la guerra.
L'exèrcit japonès també posseïa una gran quantitat de canons costaners en llocs clau que es podien utilitzar per a operacions de setge, aquestes armes eren les següents:
- 50 obusos de 280 mm
- 38 canons de 274 mm
- 45 canons de 240 mm
- 40 canons de 150 mm
- 42 canons de 120 mm
- diverses peces més petites

### Xina
La visió predominant en molts cercles occidentals era que l'exèrcit xinès modernitzat aixafaria els japonesos. Els observadors van elogiar unitats xineses com l'exèrcit de Huai i la flota de Beiyang. L'Estat Major alemany va predir una derrota japonesa i William Lang, que era un assessor britànic de l'exèrcit xinès, va elogiar l'entrenament, els vaixells, els canons i les fortificacions xinesos, afirmant que "al final, no hi ha dubte que el Japó s'ha de triturar del tot".

#### Exèrcit imperial xinès
La dinastia Qing no tenia un exèrcit nacional unificat, sinó que estava formada per tres components principals, amb les anomenades Vuit Banderes formant l'elit. Les forces de les Vuit Banderes es van segregar al llarg de línies ètniques en formacions ètniques separades manxú, xinesos han, mongols, hui (musulmans) i altres formacions ètniques. Els banderers que formaven les Vuit Banderes van rebre un sou més alt que la resta de l'exèrcit mentre que els manxú rebien més privilegis. En total, hi havia 250.000 soldats a les Vuit Banderes, amb més del 60 per cent mantinguts a les guarnicions de Pequín, mentre que el 40 per cent restant servia com a tropes de guarnició a altres grans ciutats xineses. L'Exèrcit de l'Estàndard Verd era una força de gendarmeria de 600.000 persones que va ser reclutada entre la majoria de la població xinesa Han. Els seus soldats no van rebre cap entrenament militar bàsic en temps de pau, però s'esperava que lluitessin en qualsevol conflicte. El tercer component era una força irregular anomenada Braves, que s'utilitzava com una mena de força de reserva per a l'exèrcit regular, i que normalment eren reclutades de les províncies més llunyanes o remotes de la Xina. Estaven formats en unitats molt poc organitzades de la mateixa província. Els valents de vegades eren descrits com a mercenaris, i els seus voluntaris rebien tant entrenament militar com els seus comandants creien convenient. Sense una organització d'unitats fixes, és impossible saber quants valents preparats per a la batalla hi havia realment el 1894. També hi havia algunes altres formacions militars, una de les quals va ser l'exèrcit de Huai, que estava sota l'autoritat personal del polític, general i diplomàtic Li Hongzhang i va ser creat originalment per reprimir la rebel·lió de Taiping (1850–1864). L'exèrcit de Huai havia rebut un entrenament limitat per part dels assessors militars occidentals; amb prop de 45.000 soldats, era considerada la unitat militar millor armada de la Xina.
Tanmateix, no hi ha una estimació definitiva de la mida dels exèrcits Qing en aquesta guerra i les estimacions erudites varien àmpliament.
| Exèrcits           | Gawlikowski     | Vladimir                                          | Du Boulay           | Putyata   | Olender                                  | Powell          |
| ------------------ | --------------- | ------------------------------------------------- | ------------------- | --------- | ---------------------------------------- | --------------- |
| Banderers          | No determinat   | 276,000                                           | 325,600             | 230,000   | 250,000 (100,000 reals)                  |                 |
| Braves (yong ying) | 125,000         | 97,000                                            | 408,300*            |           | 120,000                                  |                 |
| Estàndard verd     | No determinat   | ~600,000                                          | 357,150             |           | 1,000,000 (paper) 450,000-600,000 (reals |                 |
| Entrenat           | 230,000-240,000 | 12,000                                            | 408,300*            |           | 100,000 màxim                            |                 |
| Milícia            | No determinat   | exèrcit de Manxúria 175,000 (paper) 13,500 (real) | No determinat       | 1,025,000 | 300,000 màxim                            |                 |
| Total (paper)      | 375,000         | 1,160,000                                         | 1,091,150           | 1,255,000 | 1,770,000                                |                 |
| Total (actual)     | 375,000         | 998,500                                           | menys que 1,091,150 | 1,255,000 | 1,220,000                                | 350,000 (camps) |

* no distingeix entre els dos exèrcits.
La majoria de les fonts van des d'un milió d'homes en els exèrcits Qing fins a més de 1.700.000, una gran discrepància, l'Estat Major Imperial Japonès va estimar que no s'enfrontarien a més de 350.000 soldats xinesos efectius. Això es correspon bé amb l'estimació de la Junta de guerra de 1898 que estableix que el total de la milícia provincial, l'exèrcit de defensa (Yong ying), l'exèrcit disciplinat (estàndard verd modernitzat) i les forces de nou estil (organitzades després de la guerra) era aproximadament 360.000. Du Boulay ho confirma amb la força total de l'exèrcit a Zhili, Shandong i Manxúria que ascendeix a 357.100 homes (dels quals 125.030 es consideraven soldats entrenats) i 280.000 homes entrenats en el teatre d'operacions (Zhili, Shandong i Manxúria) i un total de 400.000 homes entrenats a l'imperi.
A causa de diversos factors com la capacitat de transport limitada (l'absència de cap ferrocarril a la zona de combat), les lluites internes provincials i la manca general de capacitat per acollir soldats, només es va desplegar una petita part de l'exèrcit que es podia desplegar, fins i tot les forces que es van mobilitzar, incloses les fortes forces de Hunan de Liu Kunyi, no van poder arribar a temps per marcar una diferència significativa, això va significar que els combats van caure principalment sobre les forces que ja es trobaven a Zhili, Shandong i Manxúria, aquesta va ser una situació similar a la que va passar a les guerres de l'opi, ja que l'exèrcit xinès molt més gran es va trobar superat en nombre en aquells conflictes com ho va fer aquest.
Les forces xineses també estaven molt per darrere de les japoneses en termes de serveis de suport, hi havia una absència total d'enginyers, intendents, transport, senyal i tropes mèdiques. La mà d'obra contractada (coolies) sovint realitzava tasques de transport i tasques rudimentàries d'enginyeria, el subministrament era organitzat per la província on lluitaven els soldats i es deixava a funcionaris civils assignats com a intendents i uns quants metges eren adscrits a l'exèrcit a la rereguarda. Aquesta manca d'organització adequada del subministrament va fer que algunes unitats rebin munició incorrecta per als seus rifles (amb la presumpció que posseïen rifles).
La unitat tàctica bàsica de l'exèrcit xinès era el batalló (ying) compromès en paper de 500 homes, encara que en realitat la força real era de 350 per a la infanteria i 250 per a la cavalleria. Fins a una dotzena d'aquests Ying formarien un cos independent només a nivell de cos que les unitats xineses rebien artilleria.
Encara que els xinesos havien establert arsenals per produir armes de foc, i un gran nombre d'ells havien estat importats de l'estranger, el 40 per cent de les tropes xineses a l'esclat de la guerra no tenien rifles ni tan sols mosquets. En canvi, estaven armats amb una varietat d'espases, llances, piques, alabardes i arcs i fletxes. Contra tropes japoneses ben entrenades, ben armades i disciplinades, tindrien poques possibilitats. Aquelles unitats que sí disposaven d'armes de foc estaven equipades amb una heterogeneïtat d'armes, des d'una varietat de fusells moderns fins a mosquets antics; aquesta manca d'estandardització va comportar un gran problema amb el subministrament adequat de munició.
Sovint, les tropes xineses no eren entrenaments sobre com utilitzar les seves armes amb l'entrenament realitzat amb llances i quan s'utilitzaven armes per a l'entrenament, el cos d'oficials resistents a la pràctica d'entrenament moderna ho feia a una distància de 50 peus. També hi havia una falta de disciplina dins l'exèrcit com a tropes rutinàriament fugirien abans durant o després del combat, com va passar a la batalla de Pyongyang.
L'Exèrcit Imperial Xinès el 1894 era una barreja heterogènia d'unitats modernitzades, en part modernitzades i gairebé medievals que cap comandant podria haver dirigit amb èxit, donant lloc a un lideratge pobre entre els oficials xinesos. Els oficials xinesos no sabien com manejar les seves tropes i els oficials més antics i de més alt rang encara creien que podrien lluitar en una guerra com ho van fer durant la Rebel·lió de Taiping de 1850–1864. Això també va ser el resultat de que les forces militars xineses es van dividir en comandaments regionals en gran part independents. Els soldats eren extrets de diverses províncies que no tenien afinitat entre si. Les tropes xineses també van patir una mala moral, en gran part perquè feia molt de temps que moltes de les tropes no cobraven. El baix prestigi dels soldats a la societat xinesa també va dificultar la moral, i l'ús de l'opi i altres estupefaents era generalitzat a tot l'exèrcit. La moral baixa i el lideratge pobre van reduir seriosament l'eficàcia de les tropes xineses, i van contribuir a derrotes com l'abandonament del molt ben fortificat i defensable Weihaiwei. A més, mancava la logística militar, com la construcció de ferrocarrils a Manxúria s'havia desanimat. Les tropes de l'Exèrcit Huai, encara que eren una petita minoria en l'Exèrcit Imperial Xinès, havien de participar en la majoria dels combats durant la guerra.

#### Flota de Beiyang

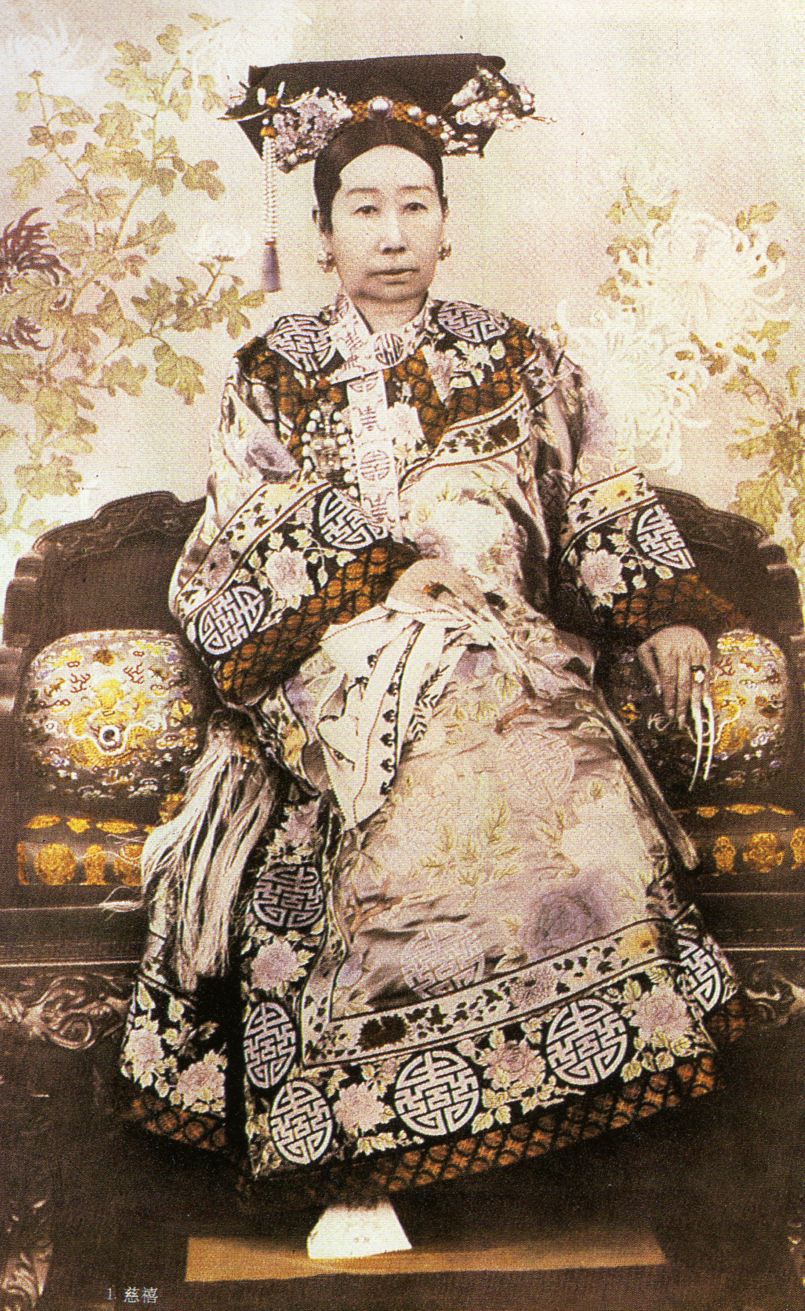
L'emperadriu vídua Cixi va construir l'armada xinesa el 1888.

La flota de Beiyang va ser una de les quatre marines xineses modernitzades a finals de la dinastia Qing. Les marines van ser fortament patrocinades per Li Hongzhang, el virrei de Zhili que també havia creat l'exèrcit Huai. La flota de Beiyang va ser la marina dominant a l'Àsia oriental abans de la Primera Guerra Sino-japonesa. Els mateixos japonesos estaven aprensius d'enfrontar-se a la flota xinesa, especialment als dos cuirassats de construcció alemanya, Dingyuan i Zhenyuan, als quals els japonesos no tenien homòlegs comparables. Tanmateix, els avantatges de la Xina eren més evidents que reals, ja que la majoria dels vaixells de guerra xinesos eren vells i obsolets; els vaixells tampoc es van mantenir correctament i la indisciplina era habitual entre els seus tripulants. El blindatge més gran dels principals vaixells de guerra xinesos i el pes més gran de la banda que podien disparar es van veure més que compensats pel nombre de canons de tir ràpid a la majoria dels vaixells de guerra japonesos de primera línia, cosa que va donar als japonesos l'avantatge en qualsevol intercanvi sostingut de salves. La pitjor característica dels dos cuirassats xinesos era en realitat el seu armament principal; cadascun estava armat amb pistoles de canó curt en barbetes bessones muntades en escalons que només podien disparar en arcs restringits. Els canons curts de l'armament principal xinès feien que els obusos tinguessin una baixa velocitat del morro i la mala penetració, i la seva precisió també era pobre a llargues distancies.
Tàcticament, els vaixells navals xinesos van entrar a la guerra només amb el conjunt d'instruccions més crues: els vaixells que estaven assignats a parelles designades s'havien de mantenir units i tots els vaixells havien de lluitar al final, tan lluny com fos possible de la mànega una tàctica dictada per la disposició obsoleta de les armes a bord dels vaixells de guerra xinesos. L'única vaga semblança d'una tàctica de flota era que tots els vaixells havien de seguir els moviments visibles del vaixell insígnia, una disposició necessària perquè el llibre de senyals utilitzat pels xinesos estava escrit en anglès, un idioma amb el qual pocs oficials de la Flota de Beiyang tenia alguna familiaritat.
Quan va ser desenvolupat per primera vegada per l'emperadriu vídua Cixi el 1888, es deia que la flota de Beiyang era la marina més forta de l'Àsia oriental. Abans que el seu fill adoptiu, l'emperador Guangxu, prengués el tron el 1889, Cixi va escriure ordres explícites perquè la marina s'hauria de seguir desenvolupant i expandint gradualment. Tanmateix, després que Cixi es retirés, tot el desenvolupament naval i militar es va aturar dràsticament. Sovint s'ha rumorejat falsament que les victòries del Japó sobre la Xina són culpa de Cixi. Molts creien que Cixi va ser la causa de la derrota de l'armada perquè Cixi va malversar fons de la marina per construir el Palau d'Estiu a Pequín. No obstant això, una àmplia investigació d'historiadors xinesos va revelar que Cixi no va ser la causa de la decadència de la marina xinesa. En realitat, la derrota de la Xina va ser causada per la manca d'interès de l'emperador Guangxu per desenvolupar i mantenir l'exèrcit. El seu assessor proper, el Gran Tutor Weng Tonghe, va aconsellar a Guangxu que reduís tots els fons a la marina i l'exèrcit, perquè no veia el Japó com una veritable amenaça, i va haver-hi diversos desastres naturals durant la dècada de 1890 que l'emperador va pensar que era quelcom més urgent on gastar fons.
La força total de tota la marina imperial xinesa era:
- 2 cuirassats
- 1 cuirassat costaner (sovint etiquetat com a creuer blindat)

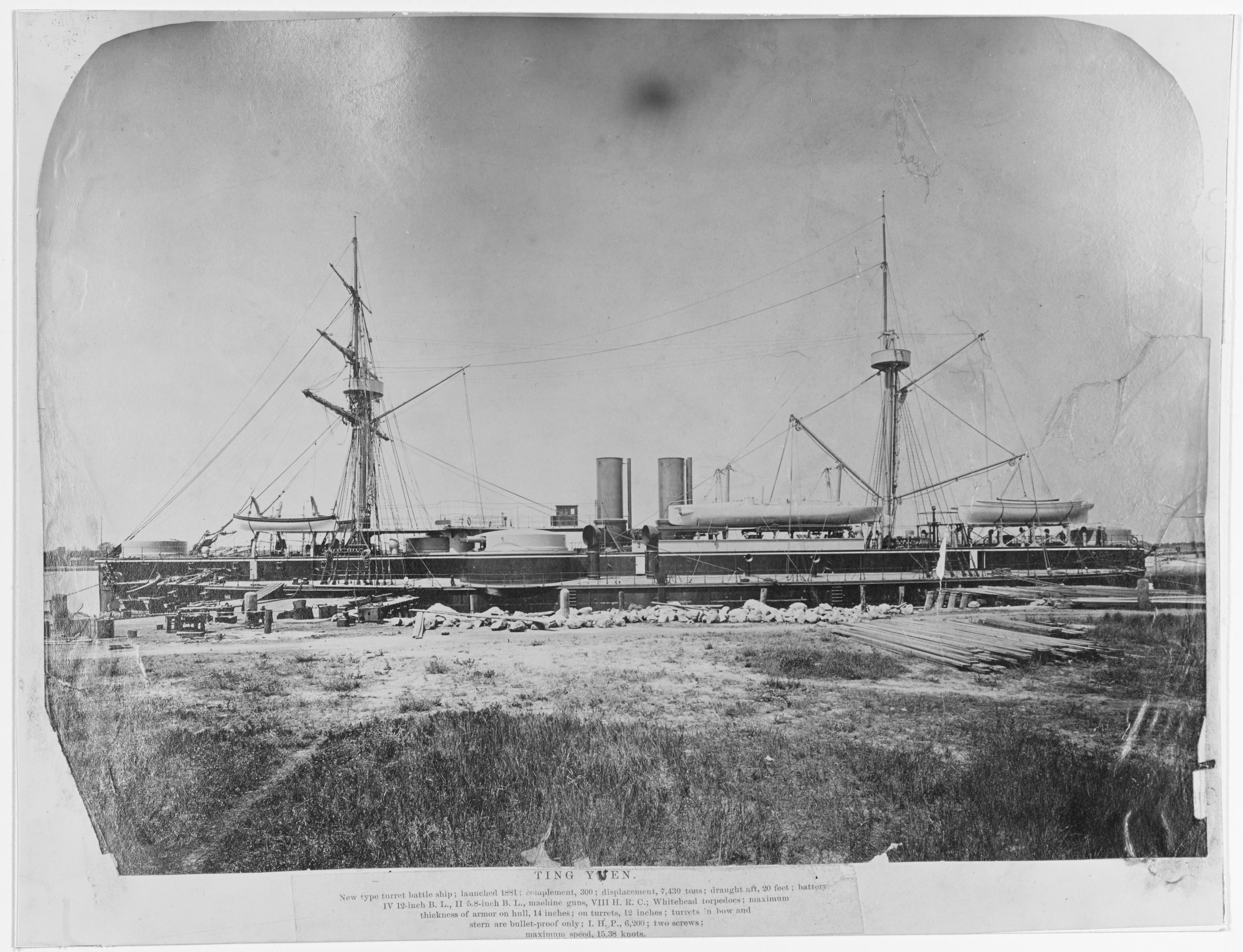
El Dingyuan, el vaixell insígnia de la flota de Beiyang

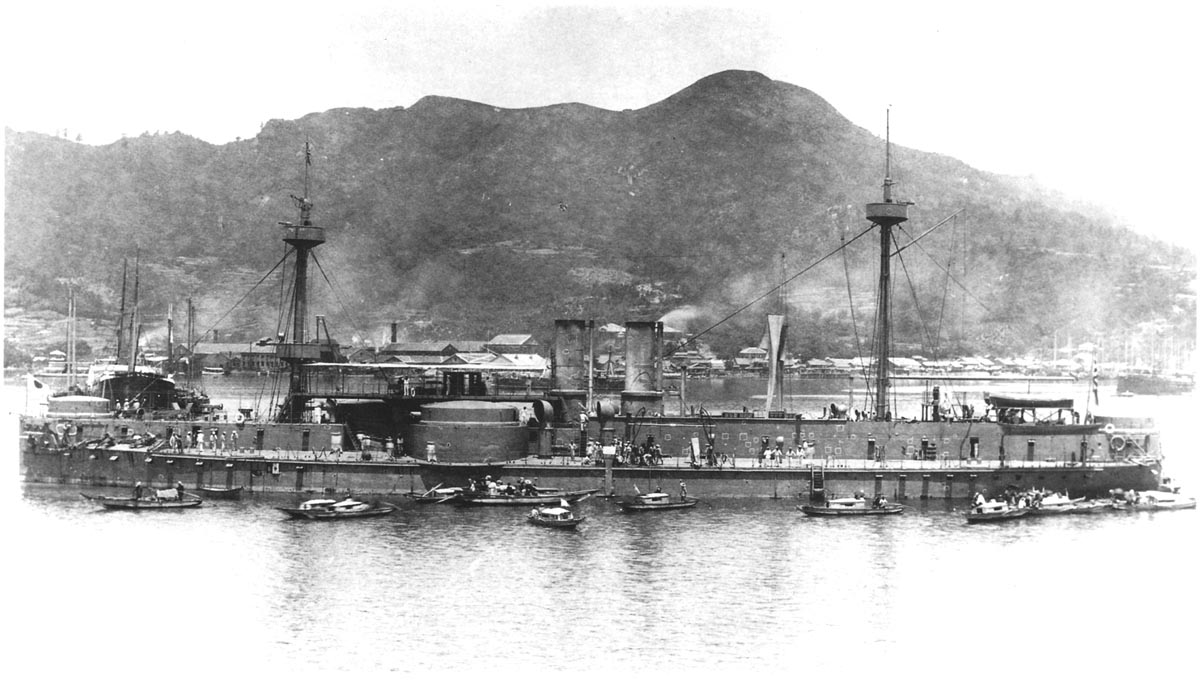
El Zhenyuan

- 5 creuers sense protecció
- 5 creuers protegits
- 1 creuer auxiliar
- 7 creuers petits
- 4 canoneres torpedineres
- 34 canoneres
- 28 petites canoneres
- 30 torpedineres
- 9 transports armats

| Flota de Beiyang           | Principals combatents                                                           |
| -------------------------- | ------------------------------------------------------------------------------- |
| Cuirassats de guerra       | Dingyuan (vaixell insígnia), Zhenyuan                                           |
| Creuers blindats           | King Yuen, Laiyuan                                                              |
| Creuers protegits          | Chih Yuen, Ching Yuen                                                           |
| Creuers                    | creuer torpediners – Tsi Yuen, Kuang Ping/Kwang Ping, Chaoyong, Yangwei         |
| Vaixell de guerra costaner | Pingyuan                                                                        |
| Corbeta                    | Kwan Chia                                                                       |
| Altres vaixells            | Aproximadament 13 torpediners ; nombroses canoneres i vaixells mercants llogats |

### Guerres contemporànies de l'Imperi Qing
Mentre l'Imperi Qing lluitava contra la Primera Guerra Sino-japonesa, també s'enfrontava als rebels a la Revolta de Dungan al nord-oest de la Xina, on milers de persones van perdre la vida. Els generals Dong Fuxiang, Ma Anliang i Ma Haiyan van ser inicialment convocats pel govern Qing per portar les tropes Hui sota el seu comandament per participar en la Primera Guerra Sino-japonesa, però finalment van ser enviats per suprimir la revolta de Dungan.

## Primeres etapes
- 1 de juny de 1894: l'exèrcit rebel de Donghak es mou cap a Seül. El govern coreà demana ajuda al govern Qing per reprimir la revolta.
- 6 de juny de 1894: uns 2.465 soldats xinesos són transportats a Corea per reprimir la rebel·lió de Donghak. El Japó afirma que no va ser notificat i, per tant, la Xina ha violat la Convenció de Tientsin, que exigeix que la Xina i el Japó s'hagin de notificar mútuament abans d'intervenir a Corea. La Xina afirma que el Japó va ser notificat i aprovat de la intervenció xinesa.
- 8 de juny de 1894: el primer d'uns 4.000 soldats japonesos i 500 marines desembarquen a Jemulpo.
- 11 de juny de 1894: alto el foc durant la rebel·lió de Donghak.
- 13 de juny de 1894: el govern japonès telegrafia al comandant de les forces japoneses a Corea, Ōtori Keisuke, perquè romangui a Corea el màxim de temps possible malgrat el final de la rebel·lió.
- 16 de juny de 1894: el ministre d'Afers Exteriors japonès, Mutsu Munemitsu, es reuneix amb Wang Fengzao, l'ambaixador de Qing al Japó, per discutir l'estatus futur de Corea. Wang afirma que el govern Qing té la intenció de retirar-se de Corea després que la rebel·lió hagi estat reprimida i espera que el Japó faci el mateix. Tanmateix, la Xina conserva un resident per vetllar per la primacia xinesa a Corea.
- 22 de juny de 1894: tropes japoneses addicionals arriben a Corea. El primer ministre japonès, Itō Hirobumi, diu a Matsukata Masayoshi que, com que l'Imperi Qing sembla estar fent preparatius militars, probablement "no hi ha cap altra política que anar a la guerra". En Mutsu li diu a l'Ōtori que pressioni el govern coreà sobre les demandes japoneses.
- 26 de juny de 1894: Ōtori presenta un conjunt de propostes de reforma al rei coreà Gojong. El govern de Gojong rebutja les propostes i, en canvi, insisteix en la retirada de tropes.
- 7 de juliol de 1894: fracàs de la mediació entre la Xina i el Japó organitzada per l'ambaixador britànic a la Xina.
- 19 de juliol de 1894: establiment de la flota combinada japonesa, formada per gairebé tots els vaixells de la marina imperial japonesa. Mutsu comunica a Ōtori perquè prengui les mesures necessàries per obligar el govern coreà a dur a terme un programa de reformes.
- 23 de juliol de 1894: les tropes japoneses ocupen Seül, capturen Gojong i estableixen un nou govern pro-japonès, que posa fi a tots els tractats sino-coreans i atorga a l'Exèrcit Imperial Japonès el dret d'expulsar l'exèrcit de Beiyang de l'Imperi Qing de Corea.
- 25 de juliol de 1894: primera batalla de la guerra: la batalla de Pungdo/ Hoto-oki kaisen

## Desenvolupament de la contesa

### Enfonsament del Kow-shing

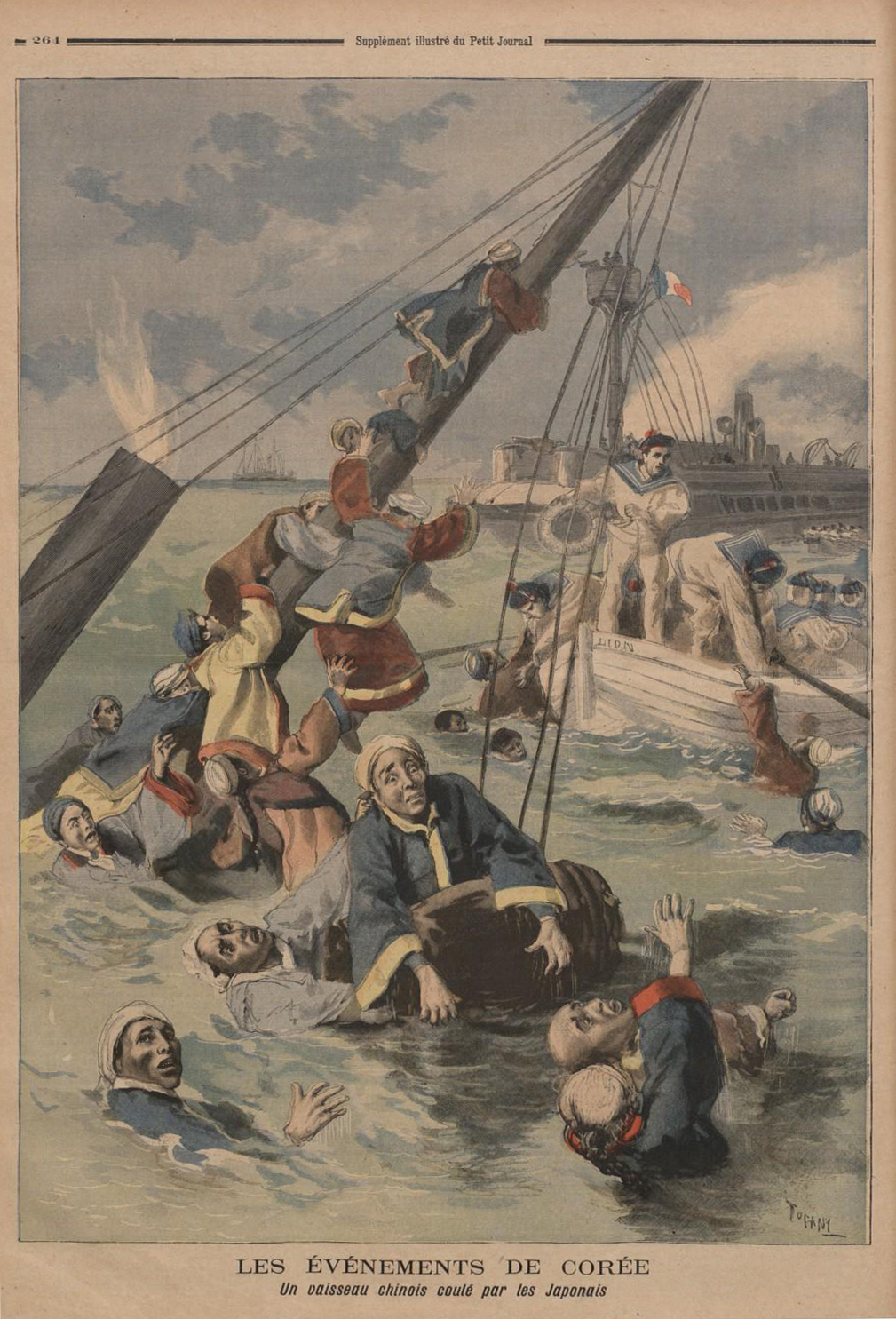
Representació de l'enfonsament del Kow-shing i el rescat d'alguns de la seva tripulació per la canonera francesa Le Lion, de la revista francesa Le Petit Journal (1894)

El 25 de juliol de 1894, els creuers Yoshino, Naniwa i Akitsushima de l'esquadró volador japonès, que havia estat patrullant a la badia d'Asan, es van trobar amb el creuer xinès Tsi-yuan i la canonera Kwang-yi. Aquests vaixells havien sortit d'Asan per trobar-se amb el transport Kow-shing, escortat per la canonera xinesa Tsao-kiang. Després d'un compromís d'una hora, el Tsi-yuan va escapar mentre el Kwang-yi es va aterrar a les roques, on va explotar el seu depòsit de pólvora.
El Kow-shing era un vaixell mercant britànic de 2.134 tones propietat de la Indochina Steam Navigation Company de Londres, comandat pel capità TR Galsworthy i tripulat per 64 homes. El vaixell va ser llogat pel govern Qing per transportar tropes a Corea, i estava en camí de reforçar Asan amb 1.100 soldats més subministraments i equipament. També hi anava a bord un oficial d'artilleria alemany, el major von Hanneken, assessor dels xinesos. El vaixell havia d'arribar el 25 de juliol.
El creuer japonès Naniwa, al comandament del capità Tōgō Heihachirō, va interceptar el Kow-shing i va capturar la seva escorta. Aleshores, els japonesos van ordenar al Kow-shing que seguissin el Naniwa i van ordenar que els europeus fossin traslladats a Naniwa. No obstant això, els 1.100 xinesos a bord, desesperats per tornar a Taku, van amenaçar de matar el capità anglès, Galsworthy, i la seva tripulació. Després de quatre hores de negociacions, el capità Togo va donar l'ordre de disparar contra el vaixell. Va fallar un torpede, però una banda posterior va colpejar el Kow Shing, que va començar a enfonsar-se.
En la confusió, alguns dels europeus van escapar per la borda, només per ser disparats pels xinesos. Els japonesos en van rescatar tres de la tripulació britànica (el capità, primer oficial i intendent) i 50 xinesos, i els van portar al Japó. L'enfonsament del Kow-shing gairebé va provocar un incident diplomàtic entre el Japó i la Gran Bretanya, però l'acció va ser dictada d'acord amb el dret internacional pel que fa al tractament dels amotinats (les tropes xineses). Molts observadors consideraven que les tropes perdudes a bord del Kow-shing eren les millors que tenien els xinesos.
La canonera alemanya Iltis va rescatar 150 xinesos, la canonera francesa Le Lion en va rescatar 43 i el creuer britànic HMS Porpoise en va rescatar un nombre desconegut.

### Conflicte a Corea
L'1 d'agost de 1894 es va declarar oficialment la guerra, malgrat que anteriorment a aquesta data ja havien tingut lloc combats a terra i en mar. L'exèrcit japonès va derrotar el xinès en diverses batalles que van tenir lloc en les proximitats de Seül i Pyongyang, i l'obligà a retirar-se cap al nord. Posteriors victòries en la batalla del riu Yalu i la batalla de Pyongyang van obrir el camí cap a la Xina per als japonesos, i abans del 21 de novembre havien pres Port Arthur (actual Lüshunkou).
La flota del nord de la Xina, la flota Beiyang (xinès: 北洋舰队; pinyin: Běiyáng Jiànduì), va ser apallissada per l'armada japonesa a la desembocadura del riu Yalu, perdent vuit dels seus dotze cuirassats, i va haver de retirar-se a les fortificacions de la base naval Weihaiwei, i fou posteriorment sorpresa per un atac terrestre japonès a la península de Liaodong, que va destruir els vaixells del port amb bombardeigs des de terra. Després de la caiguda de Weihaiwei el 2 de febrer, i amb la millora de les dures condicions hivernals, les tropes japoneses van continuar avançant cap a Manxúria.

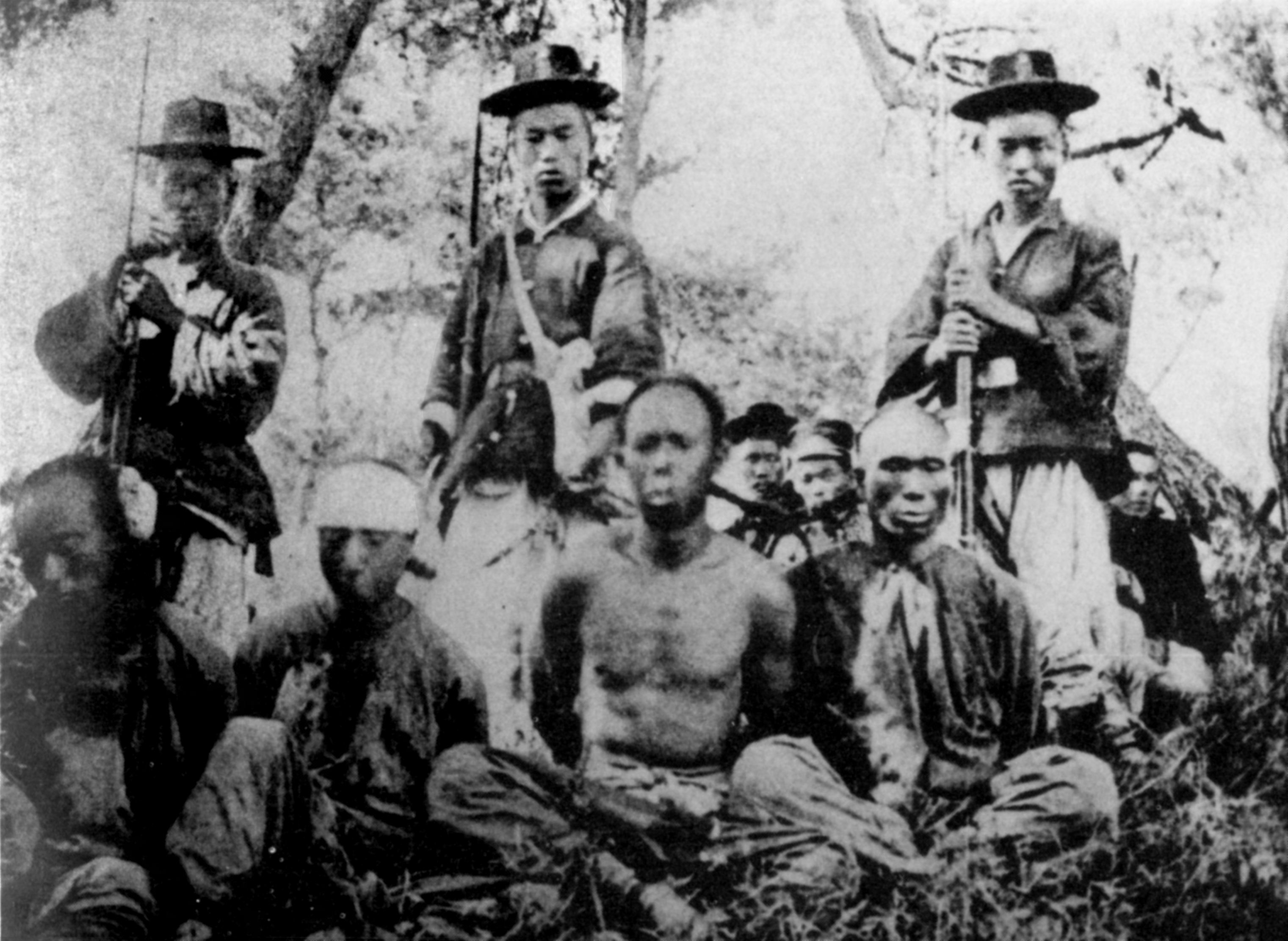
Soldats coreans i captius xinesos

Comissionat pel nou govern coreà pro-japonès per expulsar per la força les forces xineses, el 25 de juliol el general de divisió Ōshima Yoshimasa va dirigir una brigada mixta d'uns 4.000 persones en una ràpida marxa forçada des de Seül al sud cap a la badia d'Asan per enfrontar-se a les tropes xineses guarnides a l'estació de Seonghwan a l'est d'Asan i Kongju.
Les forces xineses estacionades prop de Seonghwan sota el comandament del general Ye Zhichao comptaven amb uns 3.880 homes. Havien previst l'arribada imminent dels japonesos fortificant la seva posició amb trinxeres, moviments de terres que inclouen sis reductes protegits per abatis i per les inundacions dels arrossars circumdants. Però els esperats reforços xinesos s'havien perdut a bord del transport nolejat pels britànics Kowshing. Les unitats de la força principal xinesa es van desplegar a l'est i al nord-est d'Asan, prop de la carretera principal que portava a Seül; les posicions clau ocupades pels xinesos eren les ciutats de Seonghwan i Cheonan. Aproximadament 3.000 soldats estaven estacionats a Seonghwan, mentre que 1.000 homes juntament amb el general Ye Zhichao estaven al quarter general de Cheonan. Les tropes xineses restants estaven estacionades al mateix Asan. Els xinesos s'havien estat preparant per a un moviment de tenalles contra la capital coreana agrupant tropes a Pyongyang al nord i Asan al sud.
El matí del 27 al 28 de juliol de 1894, les dues forces es van trobar als afores d'Asan en un enfrontament que va durar fins a les 07:30 del matí següent. La batalla va començar amb un atac de diversió de les tropes japoneses, seguit de l'atac principal que ràpidament va desbordar les defenses xineses. Les tropes xineses, presenciant que estaven sent flanquejades, van abandonar les seves posicions defensives i van fugir en direcció a Asan. Els xinesos van anar perdent terreny als superiors japonesos, i finalment van trencar i van fugir cap a Pyongyang abandonant les armes, municions i tota la seva artilleria. Els japonesos van prendre la ciutat d'Asan el 29 de juliol, trencant l'encerclament xinès de Seül. Els xinesos van patir 500 morts i ferits mentre que els japonesos van patir 88 baixes.

### Declaració de guerra
L'1 d'agost de 1894 es va declarar oficialment la guerra entre la Xina i el Japó. La raó, el llenguatge i el to donats pels governants d'ambdues nacions en les seves respectives declaracions de guerra estaven sent molt diferents.
El tenor de la declaració de guerra japonesa, emesa en nom de l'emperador Meiji, sembla haver tingut almenys un ull fixat en la comunitat internacional més àmplia utilitzant frases com "Família de les Nacions", la "Llei de les Nacions" i fent referències addicionals als tractats internacionals. Això contrastava molt amb l'enfocament xinès de les relacions exteriors que històricament es va assenyalar per negar-se a tractar amb altres nacions en un pla diplomàtic d'igualtat i, en canvi, insistint que aquestes potències estrangeres rendissin tribut a l'emperador xinès com a vassalls. D'acord amb l'enfocament tradicional xinès cap als seus veïns, la declaració de guerra xinesa afirmava que el menyspreu palpable pels japonesos es pot deduir a partir de l'ús repetit del terme Wojen que es tradueix com "nan" un antic terme intencionadament ofensiu i molt despectiu per als japonesos.
Aquest ús del pejoratiu per descriure una nació estrangera no era inusual per als documents oficials xinesos de l'època, tant és així que una de les principals polèmiques entre la Xina imperial i els poders del Tractat de l'època havia estat l'ús habitual del caràcter xinès.夷('Yi'... que literalment significava 'bàrbar'), per referir-se als anomenats d'altra manera com a 'Diables estrangers' que normalment descriuen aquells poders que ocupen els Ports del Tractat. L'ús del terme "Yi" (夷) per part dels funcionaris imperials xinesos havia estat, de fet, considerat tan provocador pels poders del Tractat que el paquet col·lectiu d'acords conegut com el Tractat de Tientsin es va negociar el 1858 per posar fi a la Segona Guerra de l'Opi va prohibir explícitament a la Cort Imperial Xinesa l'ús del terme "Yi" per referir-se a funcionaris, súbdits o ciutadans dels poders bel·ligerants, els signants aparentment sentint necessari extreure aquesta demanda específica dels representants de l'emperador Xianfeng. En els trenta-cinc anys transcorreguts des del Tractat de Tientsin, però, semblava que l'idioma dels emperadors xinesos havia canviat poc pel que feia al seu veí Japó.

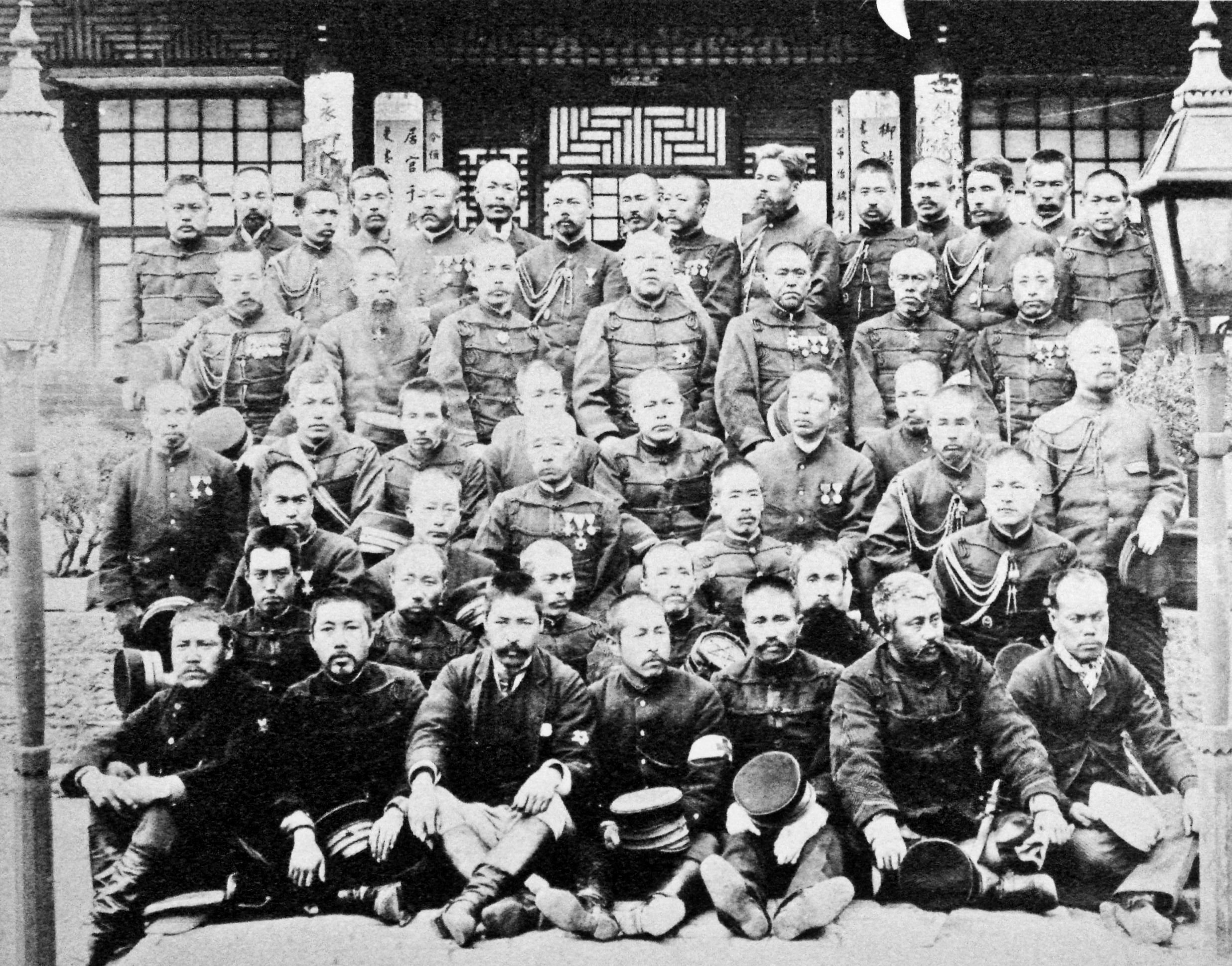
Soldats japonesos de la Primera Guerra Sino-japonesa, 1895

### Després de les declaracions
El 4 d'agost, les forces xineses restants a Corea es van retirar a la ciutat del nord de Pyongyang, on es van trobar amb tropes enviades des de la Xina. Els 13.000-15.000 defensors van fer reparacions defensives a la ciutat, amb l'esperança de frenar l'avanç japonès.
El 15 de setembre, l'exèrcit imperial japonès va convergir a la ciutat de Pyongyang des de diverses direccions. Els japonesos van assaltar la ciutat i finalment van derrotar els xinesos per un atac des de la rereguarda; els defensors es van rendir. Aprofitant les fortes pluges durant la nit, les tropes xineses restants van escapar de Pyongyang i es van dirigir al nord-est cap a la ciutat costanera d'Uiju. Les víctimes van ser de 2.000 morts i uns 4.000 ferits per als xinesos, mentre que les víctimes japoneses van ser de 102 homes morts, 433 ferits i 33 desapareguts. A primera hora del matí del 16 de setembre, tot l'exèrcit japonès va entrar a Pyongyang.
El general musulmà Qing Hui Zuo Baogui, de la província de Shandong, va morir en acció a Pyongyang a causa de l'artilleria japonesa el 1894 mentre assegurava la ciutat. Es va construir un monument a ell.

### Derrota de la flota Beiyang

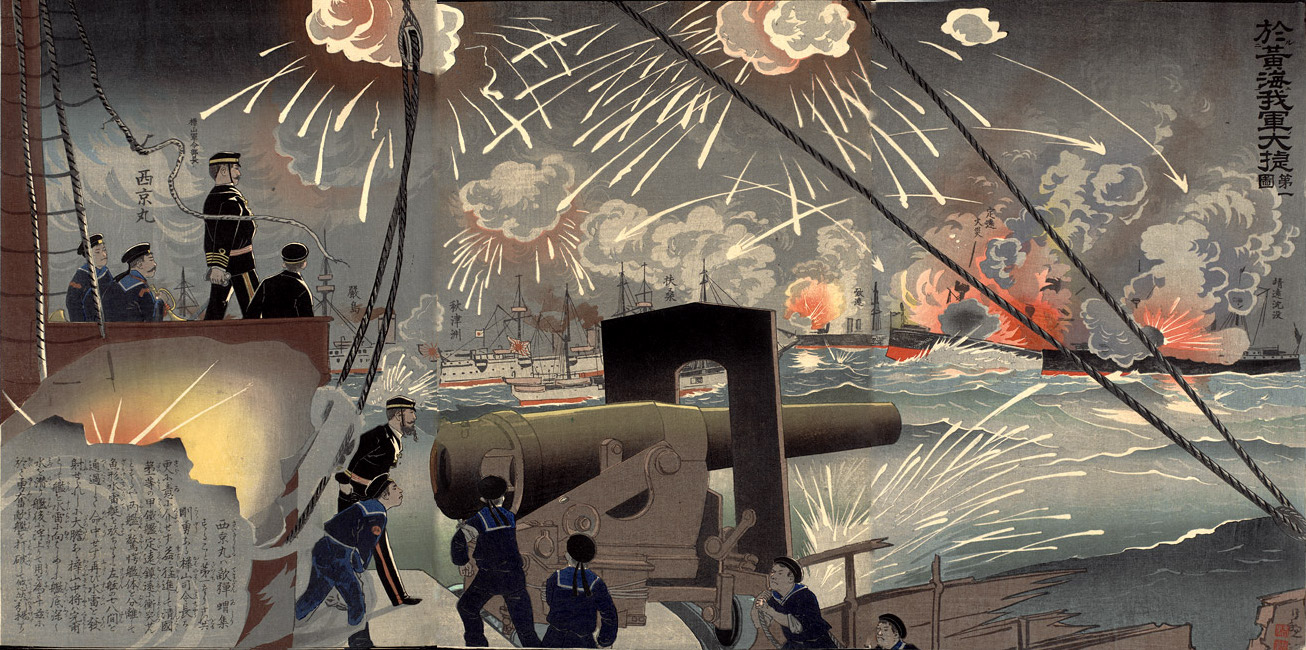
La batalla del riu Yalu

A principis de setembre, Li Hongzhang va decidir reforçar les forces xineses a Pyongyang emprant la flota de Beiyang per escortar els transports fins a la desembocadura del riu Taedong. Al voltant de 4.500 soldats addicionals estacionats al Zhili havien de ser redistribuïts. El 12 de setembre, la meitat de les tropes es van embarcar a Dagu en cinc transports llogats especialment i es van dirigir a Dalian on dos dies més tard, el 14 de setembre, se'ls van unir 2.000 soldats més. Inicialment, l'almirall Ding volia enviar els transports sota una escorta lleugera amb només uns quants vaixells, mentre que la força principal de la flota de Beiyang localitzaria i operaria directament contra la flota combinada per tal d'evitar que els japonesos interceptessin el comboi. Però l'aparició dels creuers japonesos Yoshino i Naniwa en una sortida de reconeixement prop de Weihaiwei va frustrar aquests plans. Els xinesos els havien confós amb la flota principal japonesa. En conseqüència, el 12 de setembre, tota la flota de Beiyang va sortir de Dalian cap a Weihaiwei, arribant a prop de la península de Shandong l'endemà. Els vaixells de guerra xinesos van passar tot el dia navegant per la zona, esperant els japonesos. No obstant això, com que no es va veure la flota japonesa, l'almirall Ding va decidir tornar a Dalian, arribant al port al matí del 15 de setembre. Quan les tropes japoneses es desplaçaven cap al nord per atacar Pyongyang, l'almirall Ito va endevinar correctament que els xinesos intentarien reforçar el seu exèrcit a Corea per mar. El 14 de setembre, la flota combinada es va dirigir cap al nord per buscar les costes coreanes i xineses per portar la flota de Beiyang a la batalla.
La victòria japonesa a Pyongyang havia aconseguit empènyer les tropes xineses cap al nord fins al riu Yalu, eliminant en el procés tota presència militar xinesa efectiva a la península coreana. Poc abans de la sortida del comboi, l'almirall Ding va rebre un missatge sobre la batalla de Pyongyang informant-li de la derrota. Posteriorment, va fer innecessària la redistribució de les tropes a la desembocadura del riu Taedong. L'almirall Ding va suposar correctament que la següent línia de defensa xinesa s'establiria al riu Yalu, i va decidir redistribuir els soldats embarcats allí. El 16 de setembre, el comboi de cinc vaixells de transport va partir de la badia de Dalian sota escorta dels vaixells de la flota de Beiyang que incloïa els dos cuirassats blindats Dingyuan i Zhenyuan En arribar a la desembocadura del riu Yalu, els transports van desembarcar les tropes, i l'operació de desembarcament es va allargar fins l'endemà al matí.
El 17 de setembre de 1894, la flota combinada japonesa es va trobar amb la flota xinesa Beiyang a la desembocadura del riu Yalu. La batalla naval, que va durar des de la matinada fins al capvespre, va resultar en una victòria japonesa. Tot i que els xinesos van poder desembarcar 4.500 soldats a prop del riu Yalu al capvespre, la flota de Beiyang estava a prop del punt de col·lapse total: la majoria de la flota havia fugit o havia estat enfonsada i els dos vaixells més grans Dingyuan i Zhenyuan estaven gairebé sense de munició. L'Armada Imperial Japonesa va destruir vuit dels deu vaixells de guerra xinesos, assegurant el comandament del Mar Groc del Japó. El principal factor de la victòria japonesa va ser la seva superioritat en velocitat i potència de foc. La victòria va trencar la moral de les forces navals xineses. La batalla del riu Yalu va ser el compromís naval més gran de la guerra i va ser una gran victòria de propaganda per al Japó.

### Invasió de Manxúria
Amb la derrota a Pyongyang, els xinesos van abandonar Corea del Nord i van prendre posicions defensives en fortificacions al llarg del seu costat del riu Yalu prop de Jiuliancheng. Després de rebre reforços el 10 d'octubre, els japonesos van empènyer ràpidament el nord cap a Manxúria.

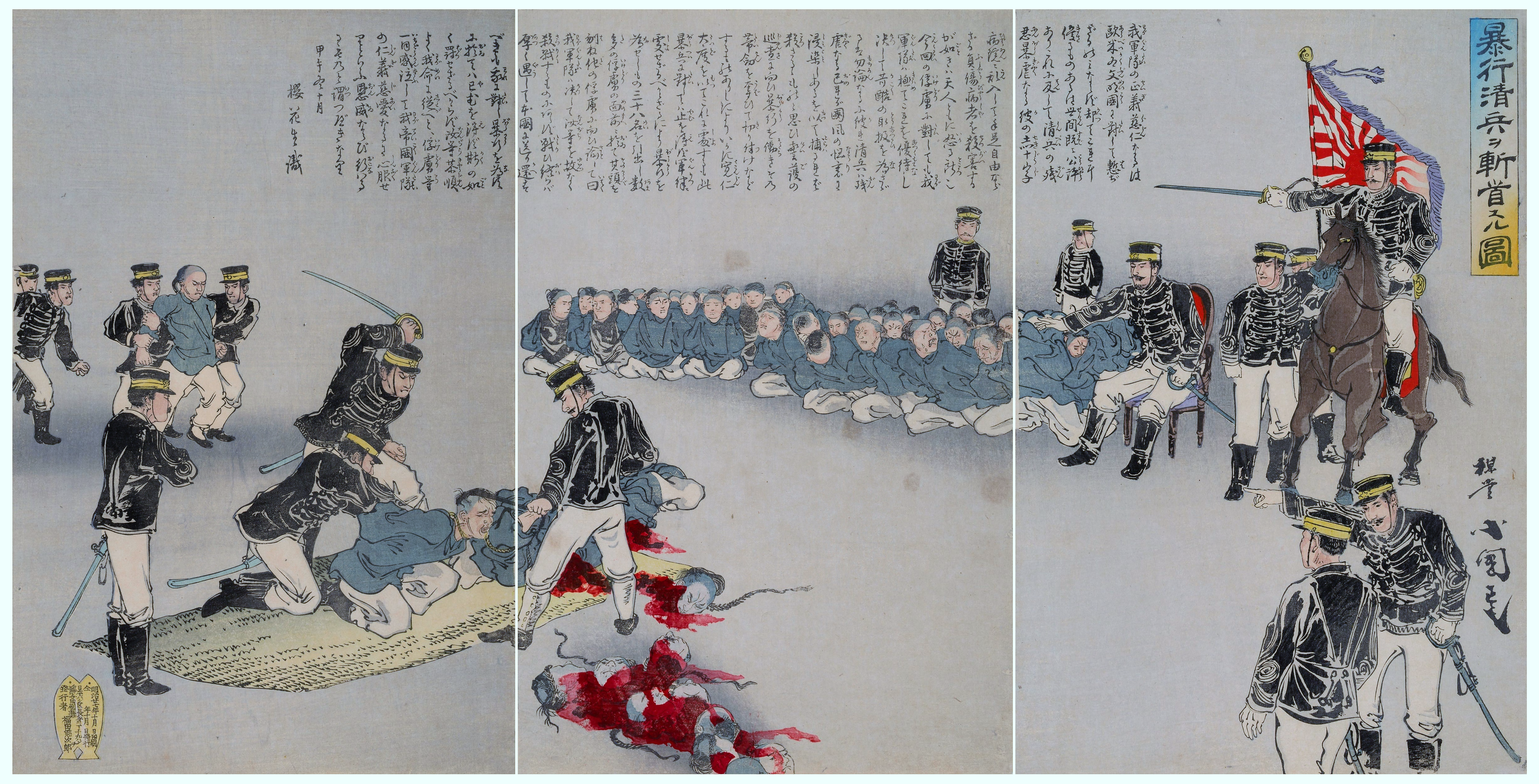
Una il·lustració d'Utagawa Kokunimasa de soldats japonesos decapitant 38 presoners de guerra xinesos com a advertència als altres

La nit del 24 d'octubre de 1894, els japonesos van creuar amb èxit el riu Yalu, sense ser detectats, erigint un pont de pontons. La tarda següent del 25 d'octubre a les 17:00, van assaltar el lloc avançat de Hushan, a l'est de Jiuliancheng. A les 20:30 els defensors van abandonar les seves posicions i l'endemà ja estaven en plena retirada de Jiuliancheng.
Amb la captura de Jiuliancheng, el 1r Cos d'Exèrcit del general Yamagata va ocupar la propera ciutat de Dandong, mentre que al nord, elements de l'exèrcit de Beiyang en retirada van incendiar la ciutat de Fengcheng. Els japonesos havien establert una base ferma al territori xinès amb la pèrdua de només quatre morts i 140 ferits.
Aleshores, el 1r Cos d'Exèrcit japonès es va dividir en dos grups amb la 5a Divisió Provincial del general Nozu Michitsura avançant cap a la ciutat de Mukden (l'actual Shenyang) i la 3a Divisió Provincial del tinent general Katsura Tarō perseguint les forces xineses que fugien cap a l'oest cap a la península de Liaodong.
Al desembre, la 3a Divisió Provincial havia capturat les ciutats de Tatungkau, Takushan, Xiuyan, Tomuchheng, Haicheng i Kangwaseh. La 5a Divisió Provincial va marxar durant un sever hivern de Manxúria cap a Mukden.
El 2n Cos d'Exèrcit japonès al comandament d'Ōyama Iwao va desembarcar a la costa sud de la península de Liaodong el 24 d'octubre i es va traslladar ràpidament per capturar Jinzhou i la badia de Dalian del 6 al 7 de novembre. Els japonesos van assetjar el port estratègic de Lüshunkou (Port Arthur).

### Caiguda de Lüshunkou
El 21 de novembre de 1894, els japonesos havien pres la ciutat de Lüshunkou (Port Arthur) amb una resistència mínima i patint baixes mínimes. Descrivint els seus motius com haver trobat una mostra de les restes mutilades de soldats japonesos mentre envaïen la ciutat, les forces japoneses van procedir a l'assassinat sense restriccions de civils durant la massacre de Port Arthur amb estimacions no confirmades en milers. Aleshores, aquest esdeveniment va ser vist àmpliament amb escepticisme, ja que el món en general encara no creia que els japonesos fossin capaços d'aquestes accions; semblava més probable que fossin invents propagandistes exagerats d'un govern xinès per desacreditar l'hegemonia japonesa. En realitat, el propi govern xinès no estava segur de com reaccionar i inicialment va negar completament la pèrdua de Port Arthur als japonesos.
| «                      | Quan vam entrar a la ciutat de Port Arthur, vam veure el cap d'un soldat japonès exposat en una estaca de fusta. Això ens va omplir de ràbia i de ganes d'aixafar qualsevol soldat xinès. Qualsevol que vam veure a la ciutat, el vam matar. Els carrers estaven plens de cadàvers, tants ens van barrar el pas. Vam matar gent a casa seva; en general, no hi havia ni una casa sense de tres a sis morts. La sang fluïa i l'olor era horrible. Hem enviat grups de cerca. N'hem disparat a alguns, els hem piratejat a altres. Les tropes xineses van deixar caure els braços i van fugir. Disparar i tallar, va ser una alegria sense límits. En aquest moment, les nostres tropes d'artilleria estaven a la rereguarda, donant tres visques [ banzai ] per l'emperador. | » |
| — — Makio Okabe, diari | |   |

El 10 de desembre de 1894, Kaipeng va caure en mans del 1r Cos d'Exèrcit japonès.

### La caiguda de Weihaiwei

Representació revisionista de la delegació xinesa, encapçalada per l'almirall Ding Ruchang i els seus assessors estrangers, pujant a bord del vaixell japonès per negociar la rendició amb l'almirall Itō Sukeyuki després de la batalla de Weihaiwei. En realitat, Ding s'havia suïcidat després de la seva derrota i mai es va rendir.

La flota xinesa es va retirar posteriorment darrere de les fortificacions de Weihaiwei. Tanmateix, aleshores va ser sorprès per les forces terrestres japoneses, que van flanquejar les defenses del port en coordinació amb l'armada. La batalla de Weihaiwei va ser un setge de 23 dies i els principals enfrontaments terrestres i navals van tenir lloc entre el 20 de gener i el 12 de febrer de 1895. L'historiador Jonathan Spence assenyala que "l'almirall xinès va retirar la seva flota darrere d'una cortina protectora de mines de contacte i no va participar més en la lluita". El comandant japonès va marxar amb les seves forces sobre la península de Shandong i va arribar al costat terrestre de Weihaiwei, on finalment el setge va tenir èxit per als japonesos.
Després de la caiguda de Weihaiwei el 12 de febrer de 1895, i una relaxació de les dures condicions hivernals, les tropes japoneses van pressionar encara més al sud de Manxúria i el nord de la Xina. Al març de 1895, els japonesos tenien llocs fortificats que comandaven les aproximacions marítimes a Beijing. Tot i que aquesta seria l'última gran batalla lliurada, seguirien nombroses batusses. La batalla de Yinkou es va lliurar fora de la ciutat portuària de Yingkou, Manxúria, el 5 de març de 1895.

### Ocupació de les Illes dels Pescadors
Fins i tot abans de començar les negociacions de pau a Shimonoseki, els japonesos havien començat els preparatius per a la captura de Taiwan. No obstant això, la primera operació es dirigiria no contra l'illa mateixa, sinó contra les Illes dels Pescadors, que per la seva posició estratègica davant la costa oest es convertirien en un pas per a noves operacions contra l'illa. El 6 de març, un cos expedicionari japonès format per un regiment d'infanteria reforçat amb 2.800 soldats i una bateria d'artilleria es va embarcar en cinc transports, i va navegar d'Ujina a Sasebo, arribant-hi tres dies després. El 15 de març, els cinc transports, escortats per set creuers i cinc torpedineres de la 4a Flotilla, van sortir de Sasebo cap al sud. La flota japonesa va arribar a Pescadores durant la nit del 20 de març, però es va trobar amb un temps tempestuós. A causa del mal temps, els desembarcaments es van ajornar fins al 23 de març, quan el temps es va aclarir.
El matí del 23 de març, els vaixells de guerra japonesos van començar el bombardeig de les posicions xineses al voltant del port de Lizhangjiao. Un fort que vigilava el port va ser ràpidament silenciat. Cap al migdia, les tropes japoneses van començar el seu desembarcament. De manera inesperada, quan l'operació de desembarcament estava en marxa, els canons del fort van tornar a obrir foc, fet que va provocar certa confusió entre les tropes japoneses. Però aviat van ser silenciats de nou després de ser bombardejats pels creuers japonesos. A les 14:00, Lizhangjiao estava sota control japonès. Després de reforçar les posicions capturades, l'endemà al matí, les tropes japoneses van marxar cap a la ciutat principal de Magong. Els xinesos van oferir una resistència simbòlic i després d'una breu batussa van abandonar les seves posicions, retirant-se a Xiyu. A les 11:30, els japonesos van entrar a Magong, però tan bon punt van prendre els forts costaners de la ciutat, van ser disparats per la bateria costanera xinesa a l'illa Xiyu. El bombardeig va quedar sense resposta fins a la nit, ja que els xinesos havien destruït tots els canons a Magong abans de retirar-se, i els vaixells de guerra japonesos temien entrar a l'estret entre les illes Penghu i Xiyu a causa de la potencial amenaça que representaven les mines. No obstant això, no va causar baixes greus entre les forces japoneses. Durant la nit, una petita tripulació d'artilleria naval de 30 persones va aconseguir posar en funcionament un dels canons de la bateria costanera Magong. A l'alba, l'arma va començar a bombardejar les posicions xineses a Xiyu, però les armes xineses no van respondre. Posteriorment, els japonesos van creuar l'estret, arribant a Xiyu.
Els vaixells de guerra japonesos van entrar a l'estret l'endemà i, en descobrir que no hi havia camps de mines, van entrar al port de Magong. El 26 de març, totes les illes de l'arxipèlag estaven sota control japonès, i el contraalmirall Tanaka Tsunatsune va ser nomenat governador. Durant la campanya els japonesos van perdre 28 morts i ferits, mentre que les pèrdues xineses van ser de gairebé 350 morts o ferits i prop de 1.000 presoners. Aquesta operació va impedir efectivament el reforç de les forces xineses a Taiwan i va permetre als japonesos pressionar la seva demanda de cessió de Taiwan en les negociacions de pau.

## Fi de la guerra

### Tractat de Shimonoseki

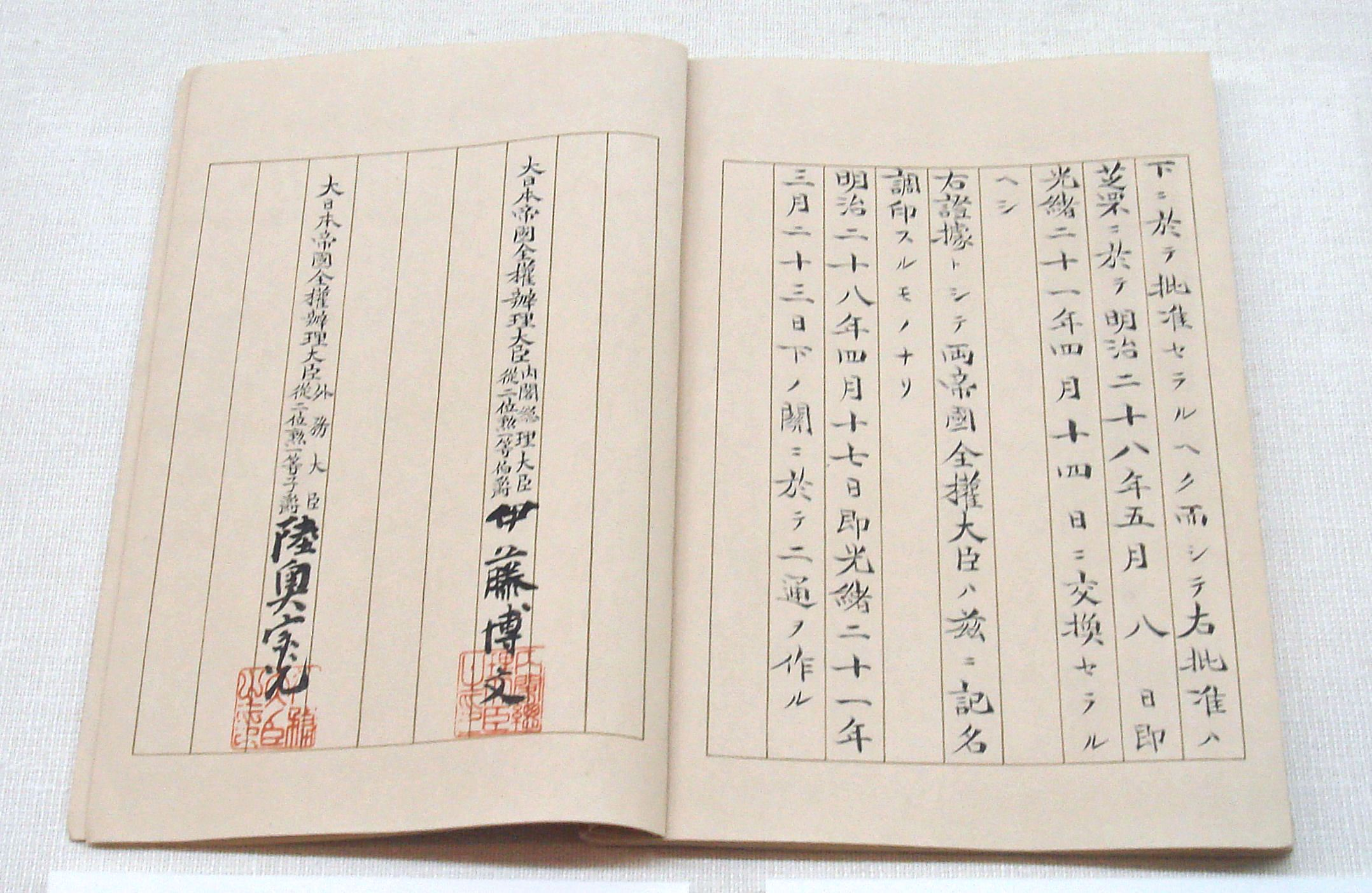
El Tractat de pau entre Japó i Xina, 17 d'abril de 1895

El Tractat de Shimonoseki es va signar el 17 d'abril de 1895. La Xina va reconèixer la total independència de Corea i va cedir la península de Liaodong, Taiwan i les illes Penghu al Japó "a perpetuïtat". Les illes en disputa conegudes com illes Senkaku no van ser anomenades per aquest tractat, però el Japó va annexionar aquestes illes deshabitades a la prefectura d'Okinawa el 1895. El Japó afirma que aquest moviment es va fer independentment del tractat que posava fi a la guerra, i la Xina afirma. que estaven implicats com a part de la cessió de Taiwan; però el Japó va cedir i va renunciar, en favor de Rússia, a la península de Liaodong i la plaça estratègica de Port Arthur. Aquest fet, malgrat conservar la resta de guanys territorials i la influència sobre Corea, crearia un considerable ànim de revenja en els nipons; deu anys més tard, no perdrien l'oportunitat de rescabalar-se'n mitjançant la Guerra russo-japonesa.
A més, la Xina havia de pagar al Japó 200 milions de taels (8.000.000 kg/17.600.000 lliures) de plata com a reparacions de guerra. El govern Qing també va signar un tractat comercial que permetia als vaixells japonesos operar al riu Yangtze, operar fàbriques de fabricació als ports dels tractats i obrir quatre ports més al comerç exterior. Rússia, Alemanya i França en pocs dies van establir la Triple Intervenció, però, i van obligar el Japó a renunciar a la península de Liaodong a canvi d'altres 30 milions de taels de plata (equivalent a uns 450 milions de iens).
Després de la guerra, el govern Qing va pagar 200 milions de taels Kuping, o 311.072.865 iens, la qual cosa va fer que la guerra fos un benefici net per al Japó, ja que el seu fons de guerra era de només 250.000.000 iens.

### Invasió japonesa de Taiwan
| «                                        | La cessió de la illa al Japó va ser rebuda malament tant per la població xinesa que va ser requerida una gran força militar per fer efectiva l'ocupació. Durant gairebé dos anys una guerrilla va enfrontar-se als japonesos i una gran quantitat de tropes, uns 100.000 homes, van ser destinats en el moment, van ser necessaris per a la seva supressió. Això no es va fer sense una gran crueltat per part dels conqueridors, els quals, en la seva marxa per la illa, perpetraren tots els pitjors excessos de la guerra. Tenien, sense dubte, una considerable provocació. Eren emboscats pels enemics, i les seves pèrdues pels combats i la malaltia van excedir de llarg totes les pèrdues que havien patit l'exèrcit japonès durant la campanya de Manxúria. Però la seva revenja sovint era contra pagesos innocents. Homes, dones i nens van ser massacrats sense pietat o es van convertir en víctimes d'una luxúria i una violació sense restriccions. El resultat va ser expulsar de les seves llars milers de pagesos laboriosos i pacífics, que, molt després d'haver estat completament aixafada la principal resistència, van continuar fent una guerra de venjança i van generar sentiments d'odi que els anys posteriors de conciliació i bon govern han tingut. no completament eradicat. | » |
| — The Cambridge Modern History, volum 12 | |   |

Diversos oficials Qing a Taiwan van decidir resistir la cessió de Taiwan al Japó sota el Tractat de Shimonoseki, i el 23 de maig van declarar que l'illa era una República de Formosa. El 29 de maig, les forces japoneses al comandament de l'almirall Motonori Kabayama van desembarcar al nord de Taiwan, i en una campanya de cinc mesos van derrotar les forces republicanes i van ocupar les principals ciutats de l'illa. La campanya va acabar efectivament el 21 d'octubre de 1895, amb la fugida de Liu Yongfu, el segon president republicà, i la rendició de la capital republicana Tainan.

## Conseqüències de la guerra

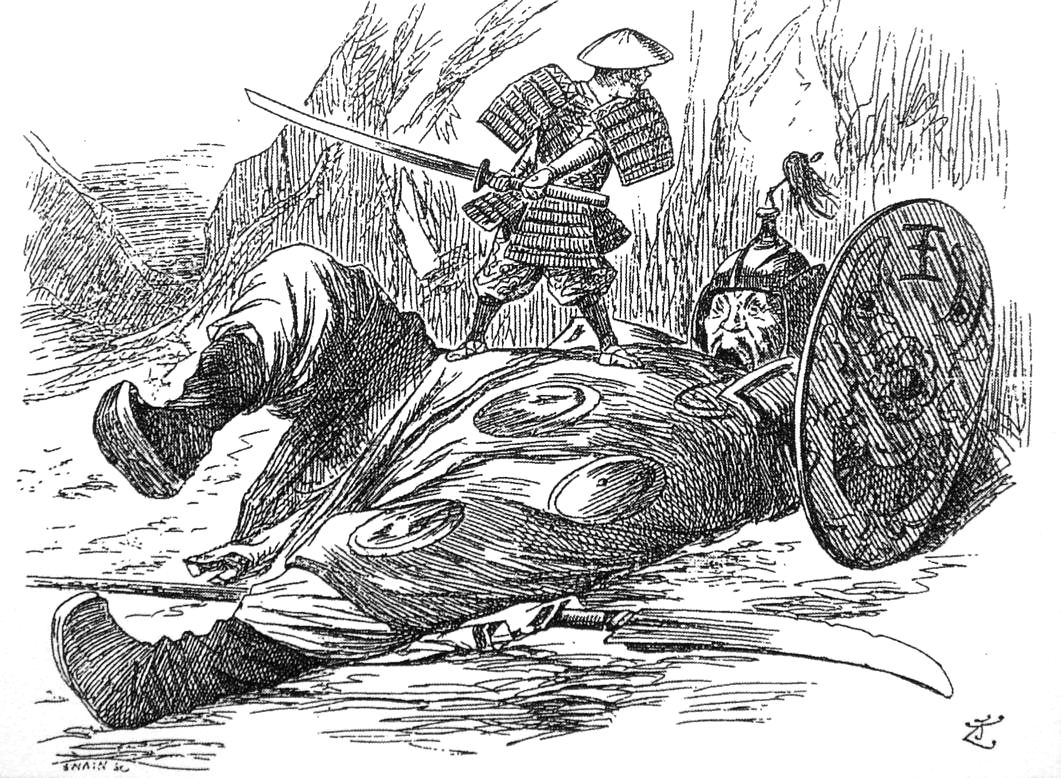
Dibuix satíric a la revista Punch (29 de setembre de 1894), que mostra la victòria del "petit" Japó sobre la "gran" Xina

L'èxit japonès durant la guerra va ser el resultat de la modernització i la industrialització iniciada dues dècades abans. La guerra va demostrar la superioritat de les tàctiques i l'entrenament japonesos a partir de l'adopció d'un militar d'estil occidental. L'exèrcit imperial japonès i la marina imperial japonesa van infligir una sèrie de derrotes als xinesos gràcies a la previsió, la resistència, l'estratègia i el poder d'organització. El prestigi del Japó va augmentar als ulls del món, i la victòria va reflectir l'èxit de la Restauració Meiji. Japó només va patir una petita pèrdua de vides i tresors a canvi del domini de Taiwan, les Pescadores i la península de Liaotung a la Xina. Les seves decisions d'abandonar la política d'aïllament i aprendre polítiques avançades dels països occidentals també es van convertir en un bon exemple per a altres països asiàtics. Com a resultat de la guerra, el Japó va començar a tenir el mateix estatus que les potències occidentals, i la seva victòria va establir el Japó com la potència dominant a l'Àsia, i van obtenir diversos recursos molt necessaris com el ferro per a la seva contínua modernització i expansió. També va augmentar les ambicions japoneses d'agressió i expansió militar a Àsia. Com que el Japó s'havia beneficiat molt del Tractat de Shimonoseki, va estimular l'ambició japonesa de continuar envaint la Xina i va fer que la crisi nacional xinesa fos sense precedents. El grau de semicolonització es va aprofundir molt. Després de la victòria del Japó, les altres potències imperialistes van pensar que també podien obtenir beneficis de la Xina. Després van començar a dividir la Xina durant els propers anys.
Per a la Xina, la guerra va revelar l'alt nivell de corrupció present al govern i les polítiques de l'administració Qing. Encara que la cort Qing havia invertit molt en vaixells moderns per a la flota de Beiyang, la debilitat institucional dels Qing no va permetre el desenvolupament d'un poder naval efectiu. Tradicionalment, la Xina considerava el Japó com una part subordinada de l'esfera cultural xinesa. La Xina havia estat derrotada per les potències europees al segle xix, però la derrota a mans d'una potència asiàtica va ser un dur cop psicològic. El sentiment xenòfob i l'agitació van créixer, que culminaria amb la Rebel·lió dels Bòxers cinc anys més tard. El poble manxú va ser devastat pels combats durant la Primera Guerra Sino-japonesa i la Rebel·lió dels Bòxers, amb víctimes massives durant les guerres. Aleshores es va veure conduït a un sofriment i penúries extrems a Pequín i al nord-est de la Xina.
Tot això va enfurismar els estudiants xinesos i va intensificar les pressions en favor d'una modernització més radical. Poc després, Sun Yat-sen va fundar el moviment revolucionari republicà que, més tard, es convertiria en el Guomindang i va conduir a la Revolució Xinhai (xinès: 辛亥革命; pinyin: Xīnhài Gémìng).

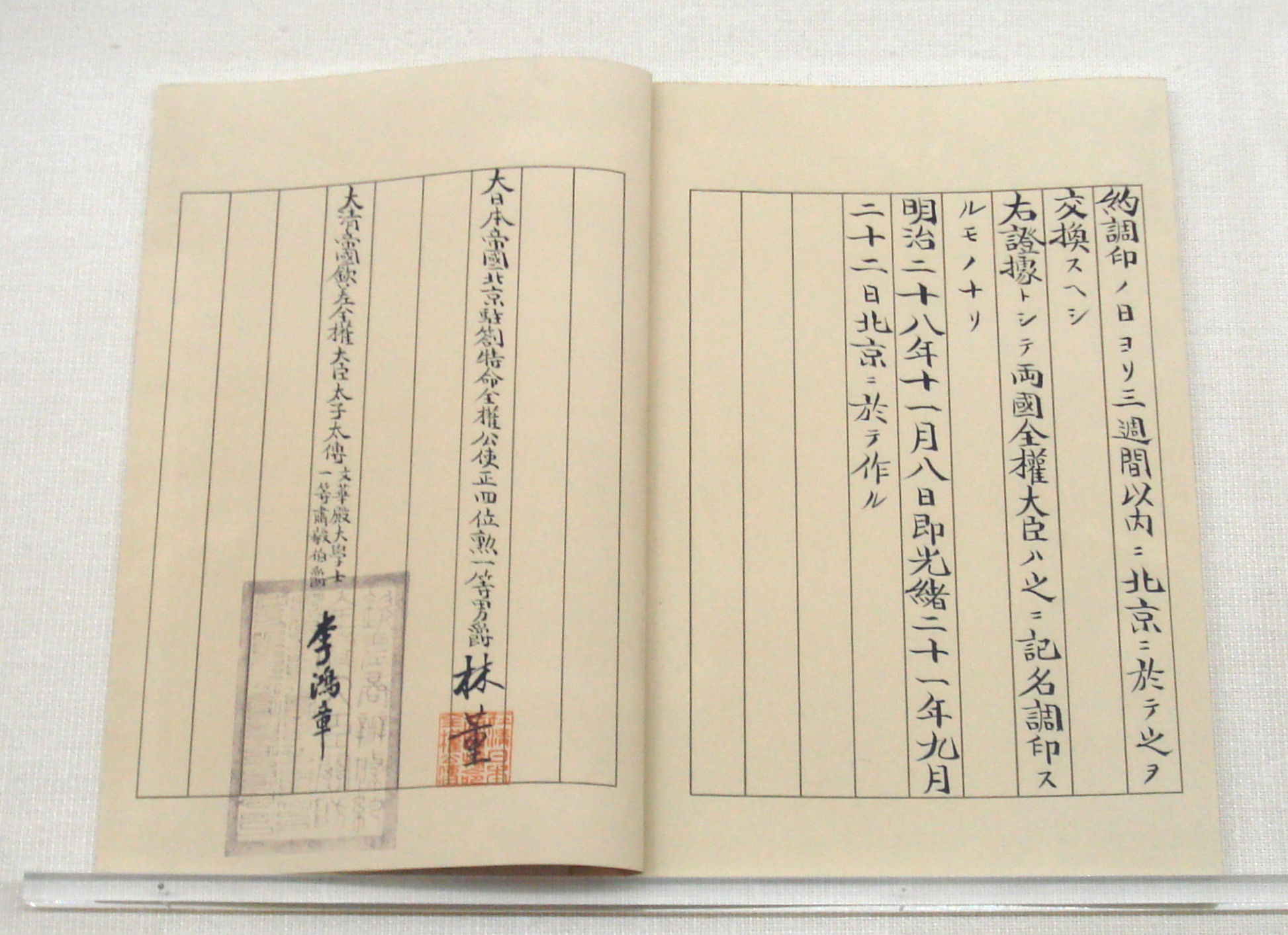
Convenció de retrocessió de la península de Liaodong, 8 de novembre de 1895

Japó havia aconseguit el que s'havia proposat i va acabar amb la influència xinesa sobre Corea, i les potències europees, especialment Rússia, no tenien cap objecció a les altres clàusules del Tractat de Shimonoseki, però consideraven que el Japó no havia de guanyar Port Arthur ja que tenien les seves pròpies ambicions en aquella part del món. Rússia va convèncer Alemanya i França perquè s'unís a l'aplicació de la pressió diplomàtica sobre el Japó, la qual cosa va donar lloc a la Triple Intervenció del 23 d'abril de 1895 que va obligar a renunciar a la península de Liaodong i Port Arthur a canvi d'una indemnització financera més gran.
Corea es va proclamar l'Imperi coreà i va anunciar la seva independència de l'Imperi Qing. Les reformes de Gabo patrocinades pel Japó de 1894-1896 van transformar Corea. L'esclavitud legal va ser abolida en totes les formes, la classe yangban va perdre tots els privilegis especials, es van abolir els paria; es va declarar la igualtat de lleis; es va establir la igualtat d'oportunitats davant l'entorn social, es va abolir el matrimoni infantil; l'hangul s'havia d'utilitzar en documents governamentals, la història de Corea es va introduir a les escoles, el calendari xinès es va substituir pel calendari gregorià, l'educació es va ampliar i es van escriure nous llibres de text.
Tot i que el Japó havia aconseguit eliminar la influència xinesa sobre Corea, Rússia semblava obtenir els beneficis inicials. El 1895, un oficial pro-rus va intentar treure el rei de Corea a la legació russa, i un segon intent més tard va tenir èxit. Així, durant un any, el rei va regnar des de la legació russa a Seül. La concessió per construir un ferrocarril Seül-Inchon que havia estat concedida al Japó el 1894 va ser revocada i atorgada a Rússia. Els guàrdies russos van custodiar el rei al seu palau fins i tot després d'haver abandonat la legació russa.
La derrota de la Xina va precipitar un augment de la construcció de ferrocarrils al país, ja que les potències estrangeres van exigir que la Xina fes concessions ferroviàries.

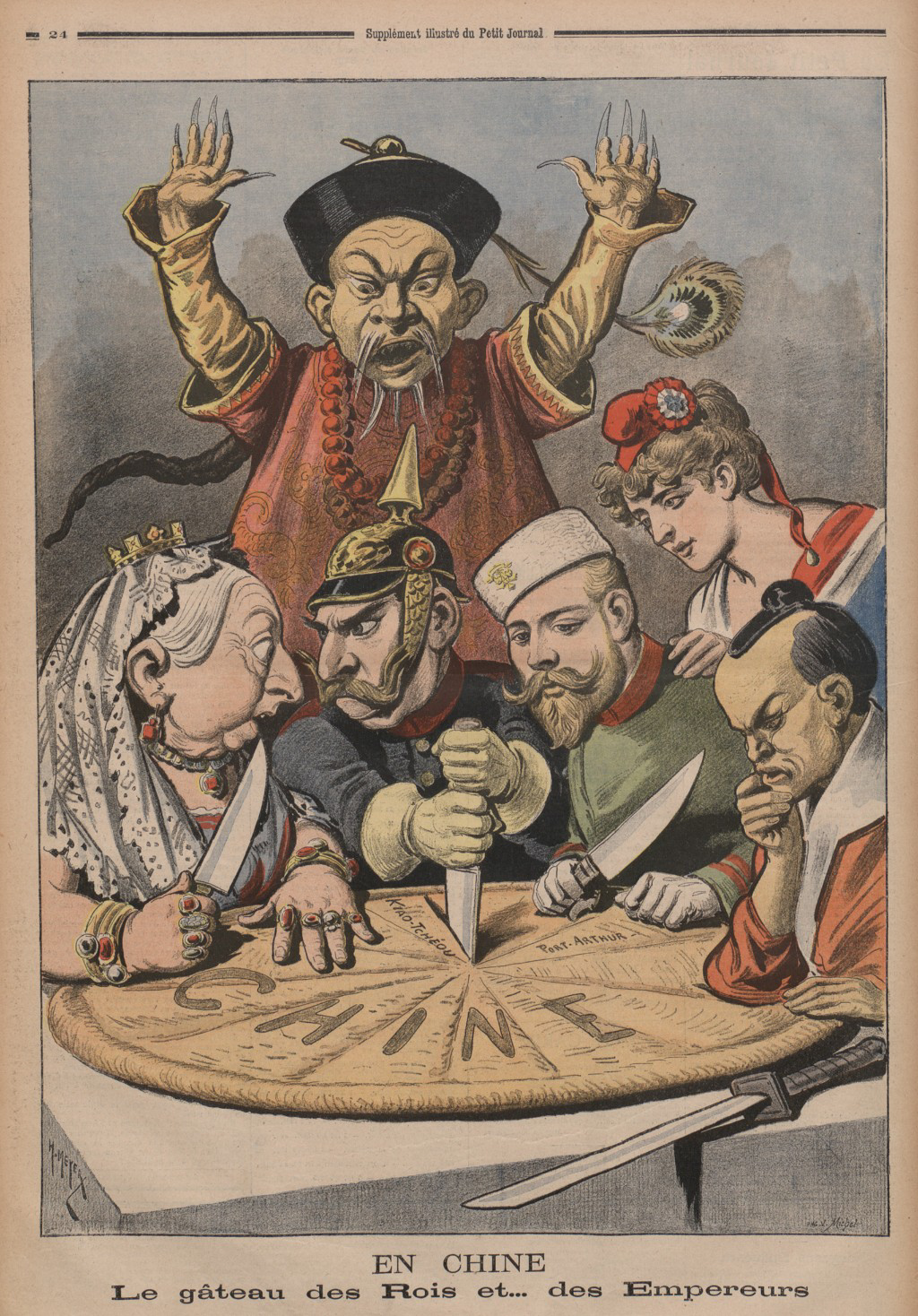
Les potències occidentals van intentar dividir els seus interessos i influència a la Xina després de la Primera Guerra Sino-japonesa.

El 1898, Rússia va signar un contracte d'arrendament de 25 anys a la península de Liaodong i va procedir a establir una estació naval a Port Arthur. Tot i que això va indignar els japonesos, estaven més preocupats per la invasió russa a Corea que a Manxúria. Altres potències, com França, Alemanya i Gran Bretanya, van aprofitar la situació a la Xina i van obtenir concessions de terres, ports i comerços a costa de la dinastia Qing en decadència. Qingdao va ser adquirida per Alemanya, Guangzhouwan per França i Weihaiwei i els Nous Territoris per Gran Bretanya.
Les tensions entre Rússia i el Japó augmentarien els anys posteriors a la Primera Guerra Sino-japonesa. Durant la Rebel·lió dels Bòxers, es va enviar una força internacional de vuit membres per reprimir i sufocar l'aixecament; Rússia va enviar tropes a Manxúria com a part d'aquesta força. Després de la supressió dels Bòxers, el govern rus va acceptar desallotjar la zona. Tanmateix, el 1903, en realitat havia augmentat la mida de les seves forces a Manxúria.
Les negociacions entre les dues nacions (1901-1904) per establir el reconeixement mutu de les respectives esferes d'influència (Rússia sobre Manxúria i Japó sobre Corea) van ser aturades repetidament i intencionadament pels russos. Van sentir que eren prou forts i segurs com per no acceptar cap compromís i creien que el Japó no aniria a la guerra contra una potència europea. Rússia també tenia la intenció d'utilitzar Manxúria com a trampolí per a una major expansió dels seus interessos a l'Extrem Orient. El 1903, els soldats russos van començar la construcció d'un fort a Yongnampo però es van aturar després de les protestes japoneses.
El 1902, Japó va formar una aliança amb Gran Bretanya, els termes de la qual deien que si el Japó entrava en guerra a l'Extrem Orient i una tercera potència entrava en la lluita contra el Japó, Gran Bretanya vindria en ajuda dels japonesos. Això va ser un control per evitar que Alemanya o França intervinguessin militarment en qualsevol guerra futura contra Rússia. El Japó va intentar evitar la repetició de la Triple Intervenció, que el va privar de Port Arthur. Les raons britàniques per unir-se a l'aliança van ser controlar l'expansió de Rússia a l'àrea del Pacífic, per enfortir l'enfocament de Gran Bretanya en altres àrees i aconseguir un poderós aliat naval al Pacífic.
L'augment de les tensions entre el Japó i Rússia va ser el resultat de la falta de voluntat de Rússia de comprometre's i de la perspectiva que Corea caigués sota el domini de Rússia i, per tant, entrés en conflicte i soscava els interessos del Japó. Finalment, el Japó es va veure obligat a prendre mesures. Aquest seria el factor decisiu i el catalitzador que va conduir a la guerra russo-japonesa de 1904–05.